# Le Mesnil-Germain
Le Mesnil-Germain est une ancienne commune française, située dans le département du Calvados en région Normandie, devenue le 1er janvier 2016 une commune déléguée au sein de la commune nouvelle de Livarot-Pays-d'Auge.
Elle est peuplée de 258 habitants.

## Géographie

### Situation
Le Mesnil-Germain est au cœur du pays d'Auge. Son bourg est à 7,6 km au nord-nord-est de Livarot, à 16 km au sud de Lisieux, à 22,5 km à l'ouest d'Orbec.
La commune est bordée à l'ouest par la route départementale 579, traversée d'ouest en est par la RD 47 B et du nord au sud par la RD 268.

### Communes limitrophes

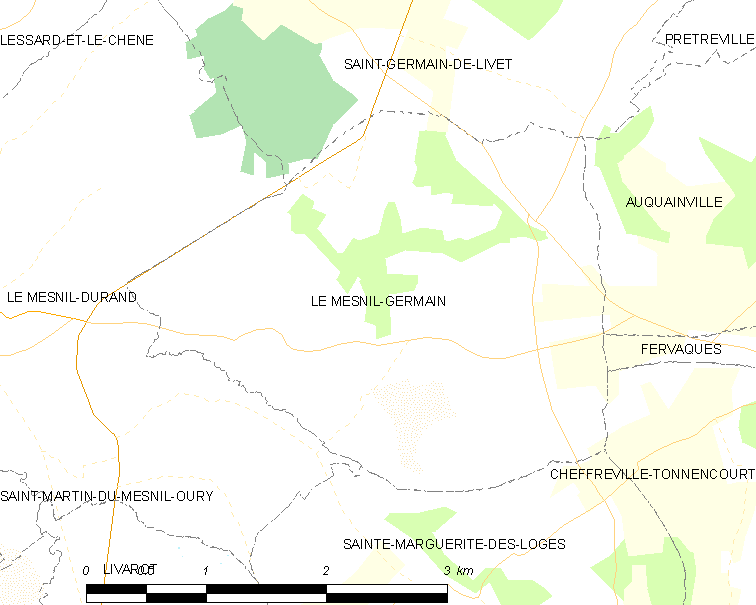

| Le Mesnil-Durand (comm. nouv. de Livarot-Pays-d'Auge) | Saint-Germain-de-Livet                                           | Saint-Germain-de-Livet |
| Le Mesnil-Durand (comm. nouv. de Livarot-Pays-d'Auge) | du Mesnil-Germain                                                | Auquainville Fervaques (sur 300 mètres) et Cheffreville-Tonnencourt (sur 800 mètres) (comm. nouv. de Livarot-Pays-d'Auge) |
| Le Mesnil-Durand (comm. nouv. de Livarot-Pays-d'Auge) | Sainte-Marguerite-des-Loges (comm. nouv. de Livarot-Pays-d'Auge) | Sainte-Marguerite-des-Loges (comm. nouv. de Livarot-Pays-d'Auge)                                                          |

### Lieux-dits
Les lieux-dits sont, : l'Aumône, les Bissonnets, les Bodinières, le Bois des Plantes, Bois du Moulin, le Bourg, la Bruyère, Champ de Croix, Champ Vallée, la Chapelle Noiremare, Clos aux Roux, Club des Chaumines, les Costils, Cour des Champs, Cour du Carrefour, Douilly, Cour Esnot, Cour Fougy, Cour de Friche, Cour Galland, Cour Grandval, Cour Hamon, Cour Hardouin, Cour Hébert, Cour Houlette, Cour Lauzé, Cour Lebec, Cour Manable, Cour Maquerel, Cour du Mesnil-Germain, Cour Monnier, Cour Morin, Cour Sonnet, l'Église, les Fiefs, les Forges Mézières, Fosse Hue, le Hamars, Herbage de la Forgé, la Hubardière, Lieu aux Amis, Mairie, le Manoir, la Marette, Martigny, la Musardière, Paire Bouret, les Parcs, Petit Villaunay, Pierre Levée, Pierre aux Dieux, la Pintière, la Porte Bruyère, la Rogerie, les Thomas, Cour au Vilain.

### Topographie
Le territoire de la commune est vallonné. Sa superficie est de 8,67 km2. L'altitude minimum est de 62 m à sa pointe ouest, au confluent des deux ruisseaux qui parcourent la commune (vers la RD 47 B) ; son maximum de 180 m se situe à la limite sud-est avec Cheffreville-Tonnencourt, au lieu-dit « Cour Lauzé », sur le chemin de Hamars à Fervaques (rue de la Chichourie).
Le sol est composé principalement d'argile à silex, sur un sous-sol de craie du crétacé supérieur.

### Hydrographie
Deux petits cours d'eau traversent la commune et en creusent les principales vallées. Le Douet du Moulin du Mesnil-Durand au centre, nait au lieu-dit « Cour Manable » à l'est, reçoit sur sa rive gauche un ruisseau qui s'écoule vers le nord depuis le « Champ de croix », rejoint le Manoir où il alimente l'étang et continue dans la vallée en direction de la Vie, qu'il rejoint rive droite, après avoir reçu deux ruisseaux sur sa rive droite à l'ouest. Le Douet de Hamars au sud, prend sa source au lieu-dit « Lieu aux Amis » et s'écoule d'est en ouest pour rejoindre la rive droite du Ruisseau d'Œuvre — venant de Sainte-Marguerite-des-Loges — au lieu-dit « les Thomas » pour devenir le Douet Thomas, marquant la limite entre les communes du Mesnil-Germain et du Mesnil-Durand au sud-ouest ; ce Douet rejoint celui du Moulin du Mesnil-Durand à la pointe ouest de la commune.

## Toponymie
Le nom du Mesnil-Germain est attesté sous la forme romane Mesnil Germain en 1320, et sous la forme latinisée Mesnillum Germani vers 1350. Il s'agit d'un toponyme médiéval constitué de l'ancien français maisnil, mesnil « domaine rural ; maison » et du nom de personne Germain, soit « le domaine/ la résidence de Germain ». Le personnage auquel fait référence ce dernier nom n'est pas identifié, mais doit désigner un propriétaire terrien ; il peut ou non s'agir d'un ancien seigneur,,.

## Histoire

### Moyen Âgeetépoque moderne
Le Mesnil-Germain faisait autrefois partie de l'élection de Lisieux et de la vicomté d'Orbec. La seigneurie a été partagée en plusieurs fiefs. Jean Dumaine, est seigneur du lieu en 1469, mais les héritiers de Guillaume le Conquérant possèdent un autre fief de la paroisse. Le titre de seigneur du Mesnil-Germain (ou Ménil-Germain) est porté au XVIe siècle par la famille Gosselin, dont des membres sont anoblis en 1519,. Ce titre est alors partagé avec les propriétaires du fief de Grandval, la famille de Rouil (au XVe et XVIe siècles), puis les Quesnel de Coupigny (par mariage).
Les deux fiefs sont réunis en 1614 lorsque le marquis d'Allègre, Gabriel Quesnel de Coupigny, baron de Saint-Just, seigneur de Grandchain et du Mesnil-Germain, vend Grandval à Guillaume Anfrey (ou Anfray), seigneur de l'autre partie, que sa famille détenait depuis 1523. Son descendant, Jacques Anfrey est anobli en 1666,.
La seigneurie du Mesnil-Germain revient à la famille de Bonnechose par mariage, la dernière héritière de la famille Anfrey, Françoise, ayant épousé René de Bonnechose en 1691,.
Leur fils, Jacques-Charles-Henry-Guy (1695-1769), épouse en 1717, Charlotte de Graindorge d'Orgeville de Mesnil-Durand (ou Ménil-Durand),, (1692-1728).
Leurs deux fils étant morts sans descendance, la seigneurie reste tout de même dans la famille Bonnechose car leur deuxième fille, Agnès-Charlotte-Françoise de Bonnechose Mesnil-Germain (1719-1798), épouse Guillaume-Louis-Félix de Bonnechose, sieur de Malouy en 1752,, descendant d'une branche collatérale de la famille de Bonnechose, clerc tonsuré renonçant à l'état ecclésiastique pour contracter mariage.
La famille de Bonnechose possédait l'ancien manoir de Mesnil-Germain ainsi que le manoir de Hamars qui était déjà à Gabriel de Bonnechose, sieur de Hamars, sous Louis XIII.

### Époque contemporaine

#### Première Guerre mondiale
Lors de la Première Guerre mondiale, douze soldats, habitants du Mesnil-Germain, sont morts pour la France : deux en 1914, sept en 1915, un en 1916 et deux en 1918.

#### Seconde Guerre mondiale
Durant la Seconde Guerre mondiale, une base allemande de lancement de missiles V1 a été implantée sur le territoire de la commune, au lieu-dit « la Chapelle-Noiremare », à l'angle des RD 47 et RD 268. Les bâtiments n'ont pas été détruits et sont encore visibles de nos jours (2023), utilisés comme bergerie,. Environ vingt bases de ce type ont été construites (au début de 1944) dans le pays d'Auge.
Pendant la bataille de Normandie, le 24 juillet 1944 (à 14 h 30), lors d'un combat aérien entre avions allemands et anglais, un Messerschmitt Bf 109 (R2) de la Luftwaffe a été abattu au-dessus du lieu-dit « le Hamars », au Mesnil-Germain. L'appareil touché, après être passé au-dessus de la maison de la ferme, s'est écrasé à 300 mètres au sud, dans un champ de la propriété, situé sur la commune voisine de Sainte-Marguerite-des-Loges. L'avion n'a pas explosé et s'est enfoui dans le sol, des officiers et des soldats allemands sont venus sur place constater l'accident et ont récupéré des documents jetés par le pilote. Soixante et un ans plus tard, le jeudi 3 novembre 2005, les restes du pilote et de l'avion ont été déterrés grâce à l'intervention de l'Association normande du souvenir aérien 1939-1945 Orne-Maine (ANSA) et des propriétaires de la ferme. Il a fallu le secours d'une pelleteuse pour creuser sur plus de cinq mètres de profondeur. Le pilote a pu être identifié, ses restes reposent au cimetière militaire allemand de La Cambe.
Deux Mesnil-Germinois sont morts pour la France pendant ce conflit, un en 1943 (Maurice Toutain) et un en 1944 (Gibert Lecor, FFI, de 17 ans).

#### Création de la commune nouvelle de Livarot-Pays-d'Auge
Le 1er janvier 2016, Le Mesnil-Germain intègre avec vingt-et-une autres communes la commune de Livarot-Pays-d'Auge créée sous le régime juridique des communes nouvelles instauré par la loi no 2010-1563 du 16 décembre 2010 de réforme des collectivités territoriales. Les communes d'Auquainville, Les Autels-Saint-Bazile, Bellou, Cerqueux, Cheffreville-Tonnencourt, La Croupte, Familly, Fervaques, Heurtevent, Livarot, Le Mesnil-Bacley, Le Mesnil-Durand, Le Mesnil-Germain, Meulles, Les Moutiers-Hubert, Notre-Dame-de-Courson, Préaux-Saint-Sébastien, Sainte-Marguerite-des-Loges, Saint-Martin-du-Mesnil-Oury, Saint-Michel-de-Livet, Saint-Ouen-le-Houx et Tortisambert deviennent des communes déléguées et Livarot est le chef-lieu de la commune nouvelle.

## Politique et administration
| Période                                  | Période                                                   | Identité                   | Étiquette | Qualité                                                                             |
| ---------------------------------------- | --------------------------------------------------------- | -------------------------- | --------- | ----------------------------------------------------------------------------------- |
| 1800                                     | 1807                                                      | Lemmonier                  |           |                                                                                     |
| 1807                                     | 1815                                                      | Nicolas Bosquet            |           |                                                                                     |
| 1816                                     | 1830                                                      | Jean Sonnet                |           |                                                                                     |
| 1830                                     | 1837                                                      | Pierre-Désiré Sonnet       |           |                                                                                     |
| 1837                                     | 1840                                                      | Pierre-Guillaume Lemonnier |           |                                                                                     |
| 1840                                     | 1843                                                      | Félix Houssaye             |           |                                                                                     |
| 1843                                     | 1852                                                      | Jean Duchesne              |           |                                                                                     |
| 1852                                     | 1881                                                      | Arsène Delasalle           |           |                                                                                     |
| 1881                                     | 1934                                                      | Fernand de Mély            |           | Archéologue, écrivain, collectionneur, membre de la Société de l'histoire de France |
| 1934                                     | 1938                                                      | Jules Lair                 |           |                                                                                     |
| 1938                                     | 1946                                                      | Jules Doye                 |           |                                                                                     |
| 1946                                     | 1953                                                      | Moïse Baillard             |           |                                                                                     |
| 1953                                     | 1989                                                      | Roger Provost              | SE        | Agriculteur                                                                         |
| 1989                                     | 2001                                                      | Didier Marchand            | SE        | Agriculteur                                                                         |
| 2001                                     | 18 septembre 2010,                                        | Claude Gourbesville        | SE        | Retraité du commerce                                                                |
| 29 octobre 2010                          | 2014                                                      | Michel Retout              | SE        | Retraité de la fonction publique                                                    |
| 2014                                     | 31 décembre 2015 Maire délégué 1er janvier 2016, en cours | Mireille Drouet,           | SE        | Retraitée du secteur médico-social et de l'agriculture                              |
| Les données manquantes sont à compléter. |                                                           |                            |           |                                                                                     |

Lors des élections municipales de 2014, trois listes étaient en présence ; la liste « Expérience et renouveau » a obtenu la majorité absolue au premier tour ; le taux d'abstention a été de 22,82 %.
Le conseil municipal était composé de onze membres dont le maire et deux adjoints,,.
Sur ces onze membres, seuls trois conseillers (Mireille Drouet, Françoise Closier et Nicolas Chérel) intègrent le conseil municipal de Livarot-Pays-d'Auge — en comprenant 85 au total — le 1er janvier 2016 jusqu'en 2020 et Mireille Drouet devient maire délégué.
Publication municipale (annuelle) : Bulletin municipal d'information – Le Mesnil-Germain. Dernier numéro en 2016.

## Population et société

### Démographie
En 2021, la commune comptait 258 habitants. Depuis 2004, les enquêtes de recensement dans les communes de moins de 10 000 habitants ont lieu tous les cinq ans (en 2005, 2010, 2015, etc. pour Le Mesnil-Germain) et les chiffres de population municipale légale des autres années sont des estimations.
| 1793 | 1800 | 1806 | 1821 | 1831 | 1836 | 1841 | 1846 | 1851 |
| ---- | ---- | ---- | ---- | ---- | ---- | ---- | ---- | ---- |
| 516  | 492  | 507  | 348  | 429  | 381  | 370  | 367  | 369  |

| 1856 | 1861 | 1866 | 1872 | 1876 | 1881 | 1886 | 1891 | 1896 |
| ---- | ---- | ---- | ---- | ---- | ---- | ---- | ---- | ---- |
| 325  | 268  | 296  | 286  | 312  | 304  | 283  | 286  | 266  |

| 1901 | 1906 | 1911 | 1921 | 1926 | 1931 | 1936 | 1946 | 1954 |
| ---- | ---- | ---- | ---- | ---- | ---- | ---- | ---- | ---- |
| 258  | 252  | 240  | 213  | 217  | 232  | 258  | 266  | 262  |

| 1962 | 1968 | 1975 | 1982 | 1990 | 1999 | 2005 | 2010 | 2015 |
| ---- | ---- | ---- | ---- | ---- | ---- | ---- | ---- | ---- |
| 258  | 193  | 168  | 240  | 216  | 218  | 242  | 265  | 276  |

| 2018 | - | - | - | - | - | - | - | - |
| ---- | - | - | - | - | - | - | - | - |
| 262  | - | - | - | - | - | - | - | - |

### Habitat
|                        | 1968 | 1975 | 1982 | 1990 | 1999 | 2009 | 2010 |
| ---------------------- | ---- | ---- | ---- | ---- | ---- | ---- | ---- |
| Résidences principales | 51   | 51   | 70   | 70   | 83   | 106  | 109  |
| Résidences secondaires | 9    | 20   | 23   | 28   | 29   | 22   | 21   |
| Habitations inoccupées | 12   | 7    | 9    | 11   | 1    | 5    | 5    |
| Total                  | 72   | 78   | 102  | 109  | 113  | 133  | 135  |

En 2009, les résidences principales représentent 79,8 % du total des habitations ; leur nombre a pratiquement doublé depuis les années 1960-1970. La part des résidences secondaires, qui était d'environ un quart, des années 1970 à la fin des années 1990, n'est plus que de 16,5 % en raison l'augmentation du nombre de résidences principales, alors que le nombre de résidences secondaires demeurait relativement stable avec cependant une tendance à la diminution.
En 2010, les résidences principales représentent 80,7 % du total des habitations. La tendance à la diminution du nombre de résidences secondaires se confirme, leur part s'établissant à 15,5 %.
L'habitat est constitué à 99,3 % de maisons individuelles (134 sur 135). Concernant les résidences principales, les logements ont en moyenne cinq pièces et sont à 85 % la propriété de leurs occupants.

### Aménagement du territoire
L'aménagement du territoire de la commune est déterminé par un plan local d'urbanisme intercommunal (PLUi), commun à toute la communauté de communes du Pays de Livarot, en vigueur depuis le 27 juin 2013. Ce PLUi établit, entre autres, un zonage définissant l'usage du territoire : zones urbaines (U) et à urbaniser (1AU, 2AU), zones agricoles (A), zones naturelles et forestières (N), etc.

### Enseignement
Il n'y a plus d'école au Mesnil-Germain, celle-ci, située à la mairie-école, ayant été fermée à la fin des années 1980 puis transformée en salle des fêtes. Les élèves effectuent leur scolarité à Livarot où se trouvent une école publique (maternelle et primaire), un collège et une école privée. Le ramassage scolaire est organisé par le conseil départemental du Calvados. Les lycées les plus proches sont à Lisieux qui est également pourvu d'un institut universitaire de technologie (IUT).

### Santé
Aucun établissement de santé n'est présent sur la commune. Les médecins les plus proches sont à Livarot et les établissements hospitaliers sont à Lisieux.

### Activités

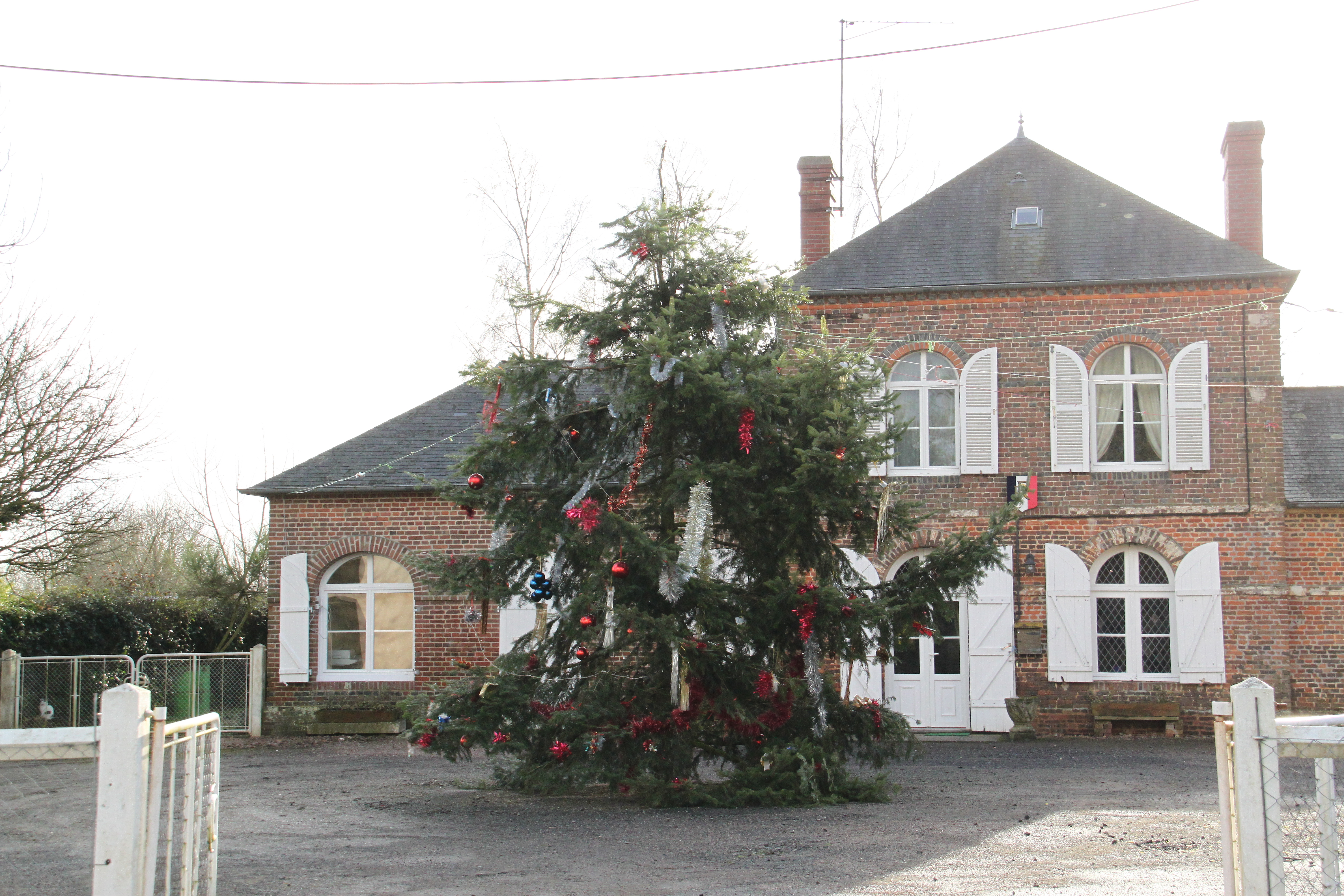
L'arbre de Noël dans la cour de la mairie.

En 2014, le centre communal d'action sociale de la commune est composé de huit membres et différentes manifestations sont organisées par la commune :
- des rencontres amicales ;
- des randonnées pédestres ;
- la commémoration du 11 Novembre ;
- un repas des anciens ;
- l'arbre de Noël.

### Religion
Le Mesnil-Germain fait partie de la paroisse catholique de Saint-Pierre-et-Saint-Paul-en-Val-d'Auge, (diocèse de Bayeux et Lisieux, doyenné du pays d'Auge sud).
En 2014, l'association paroissiale orthodoxe Notre-Dame de Normandie est créée et dispose d'une chapelle privée. Mais elle n’est pas reconnue par l’Assemblée des évêques orthodoxes de France. En septembre 2024, une célébration religieuse a eu lieu dans la cour de la mairie, le diocèse catholique de Bayeux et Lisieux ayant refusé l'ouverture de l'église du village à ce culte.

## Économie
L'activité économique sur le territoire de la commune est principalement agricole et constituée d'élevages (production de lait et de viande bovine) et de cultures en rapport (fourrage, maïs, etc.) ainsi que d'un élevage caprin (production de fromages). On compte moins de dix exploitations, essentiellement familiales, dont cinq fermes laitières.
Quelques petites entreprise sont implantées au Mesnil-Germain, dont : une entreprise d'électricité générale, une de terrassement et d'assainissement, une de maçonnerie, un garage de mécanique automobile, un peintre-décorateur, un dresseur éthologue équin, une architecte, deux apiculteurs...
Sur les 108 personnes ayant un emploi en 2010, 79 % sont salariés, 30,9 % sont non-salariés (dont 20 % d'indépendants et 10,9 % d'employeurs). Sur l'ensemble, seule une minorité de 25 % travaille dans la commune, les 75 % restants travaillent dans le département (à 64,8 %), dans un autre département de la région (à 3,7 %) ou dans une autre région (à 6,5 %). Les bassins d'emploi les plus proches sont Livarot et Lisieux.

## Lieux et monuments

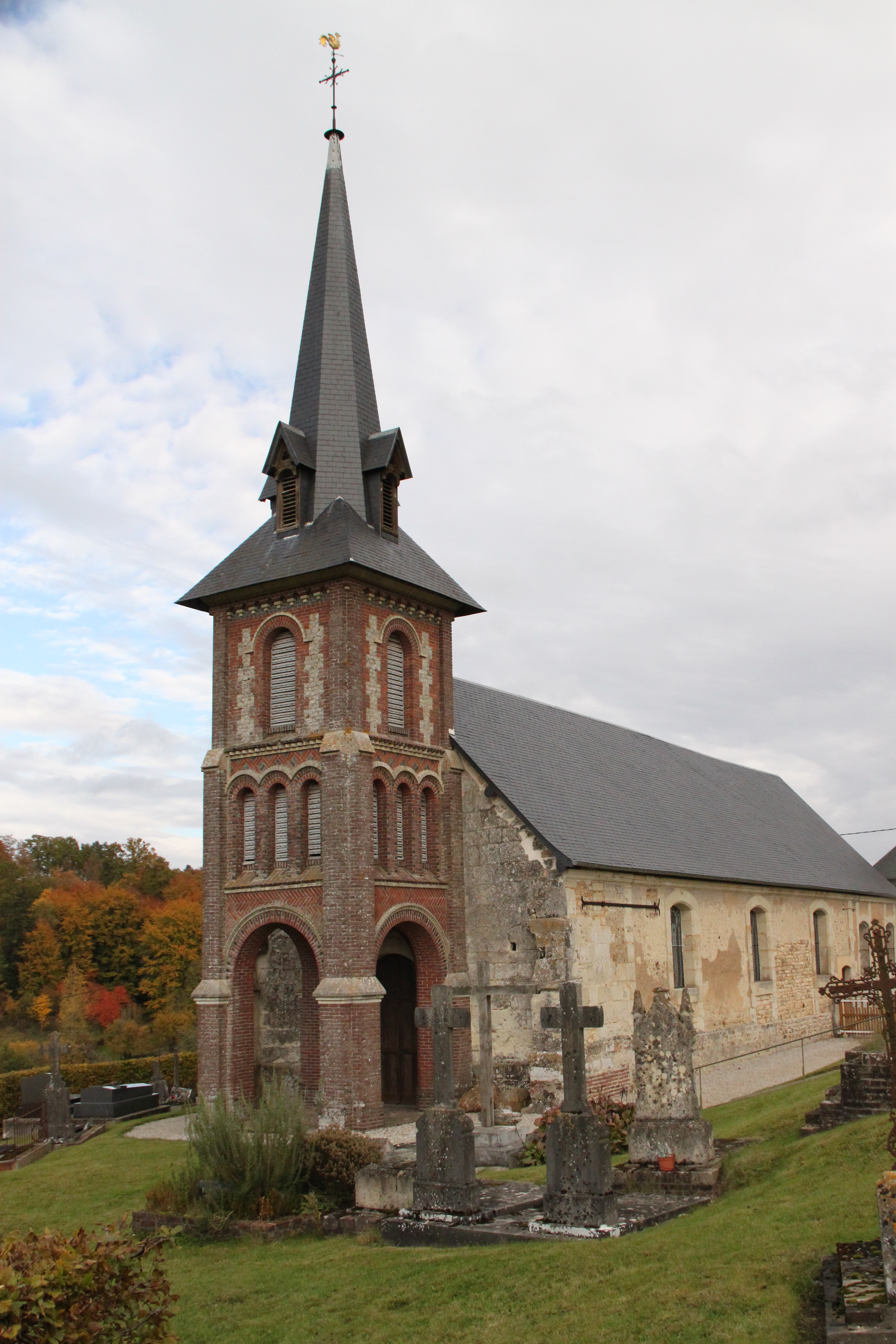
L'église du Mesnil-Germain.

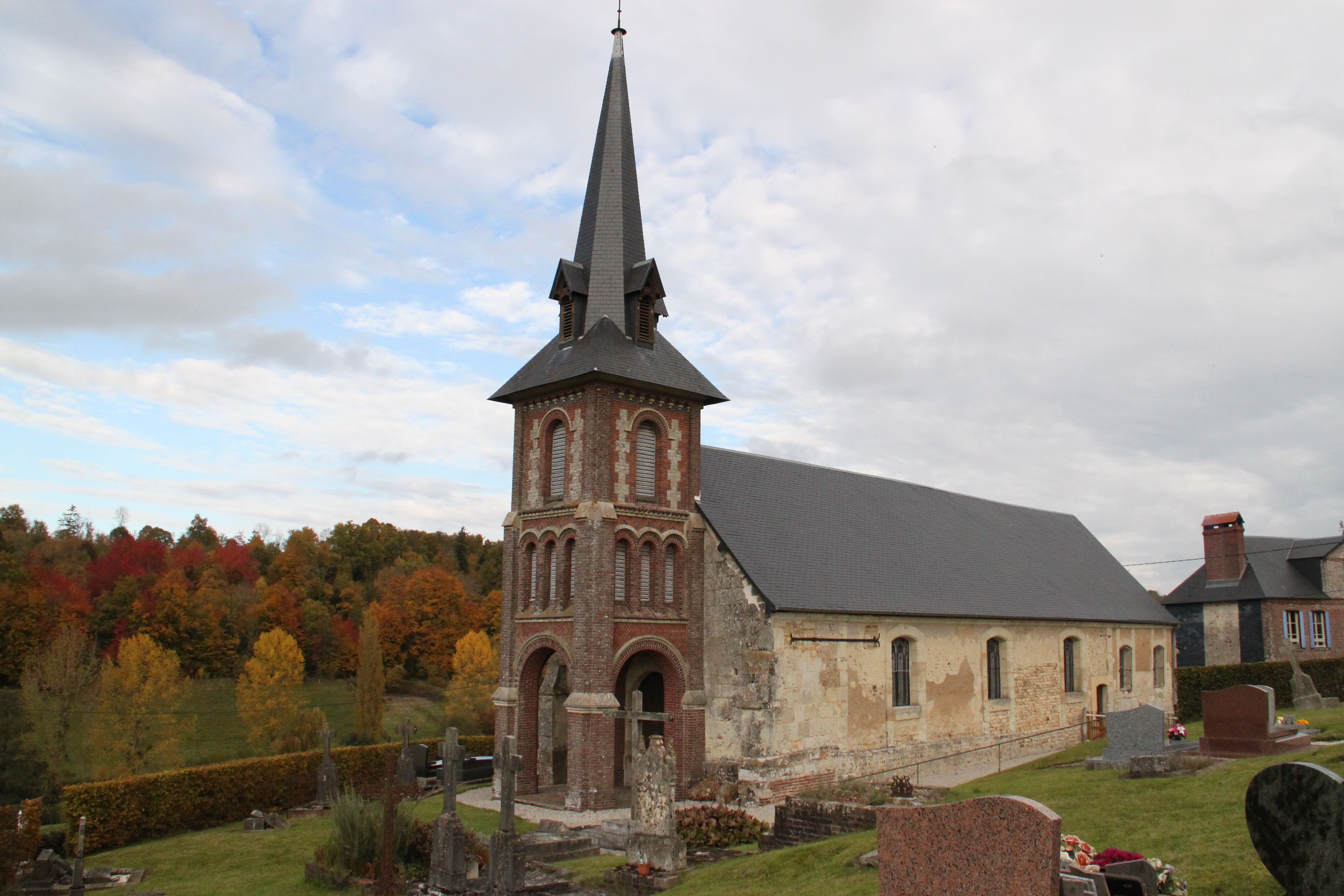
L'église du Mesnil-Germain, autre vue, avec l'ancien presbytère au fond à droite.

- L'église Saint-Jean-Baptiste[55] est d'origine romane[62],[63]. Construite au XIIe siècle[60], elle a été modifiée au XVIe siècle par l'ajout de deux contreforts, puis au XVIIIe siècle par le percement de la porte à plein-cintre et des fenêtres du chœur à arc surbaissé[62] (un mur extérieur porte l'inscription 1740). Les fenêtres, au nombre de dix, sont réparties symétriquement sur les deux murs parallèles : quatre dans la nef, quatre dans le chœur et deux dans le sanctuaire. Auparavant, le gable était percé d'une fenêtre ogivale[62]. L'église est orientée est-ouest (le chœur en est) et mesure environ 25 m de long sur 8 m de large[63].

La tour-clocher en briques a été reconstruite en 1886, le clocher précédent étant très délabré ; les deux cloches (l'une datant de 1659 et l'autre de 1828) furent descendues dans le cimetière en 1878, le temps que les travaux soient décidés et menés à bien. La tour fut dotée d'un beffroi avec armature en fer apte à supporter trois cloches ; en effet les deux anciennes cloches furent refondues et une troisième fut l'objet d'un don d'une inconnue, désireuse de garder l'anonymat. La première cloche nommée « Marie-Paule » de 0,80 m de diamètre est accordée en la dièse, la deuxième, nommée « Marie-Caroline » (diamètre 0,90 m) est accordée en sol dièse et la troisième, « Suzanne » (1 m) accordée en fa dièse,. Ces cloches sont l'œuvre de la fonderie Amédée Bollée au Mans, ainsi que le beffroi en fer.

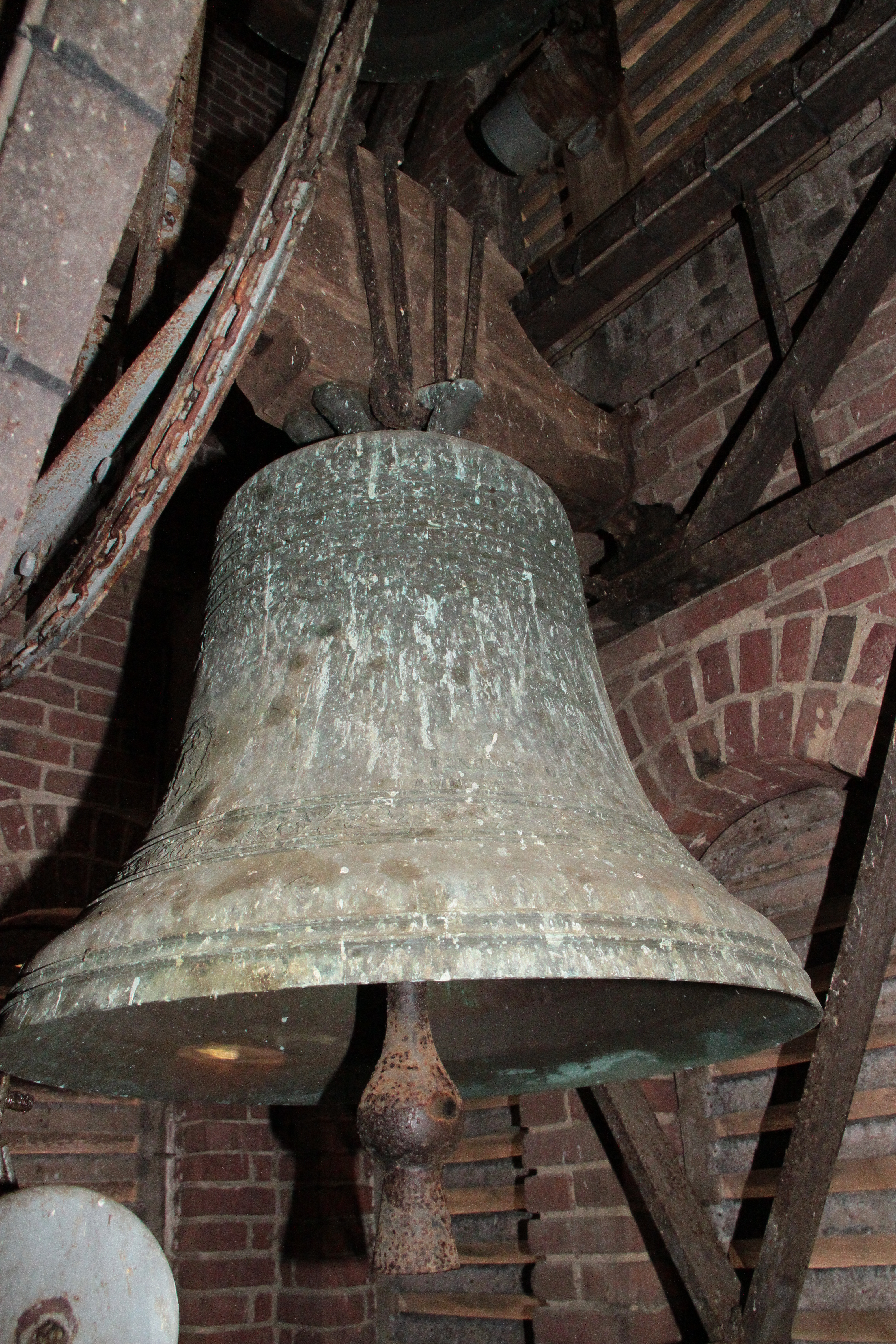
La plus grosse des trois cloches, « Suzanne », placée à l'étage inférieur dans le beffroi.
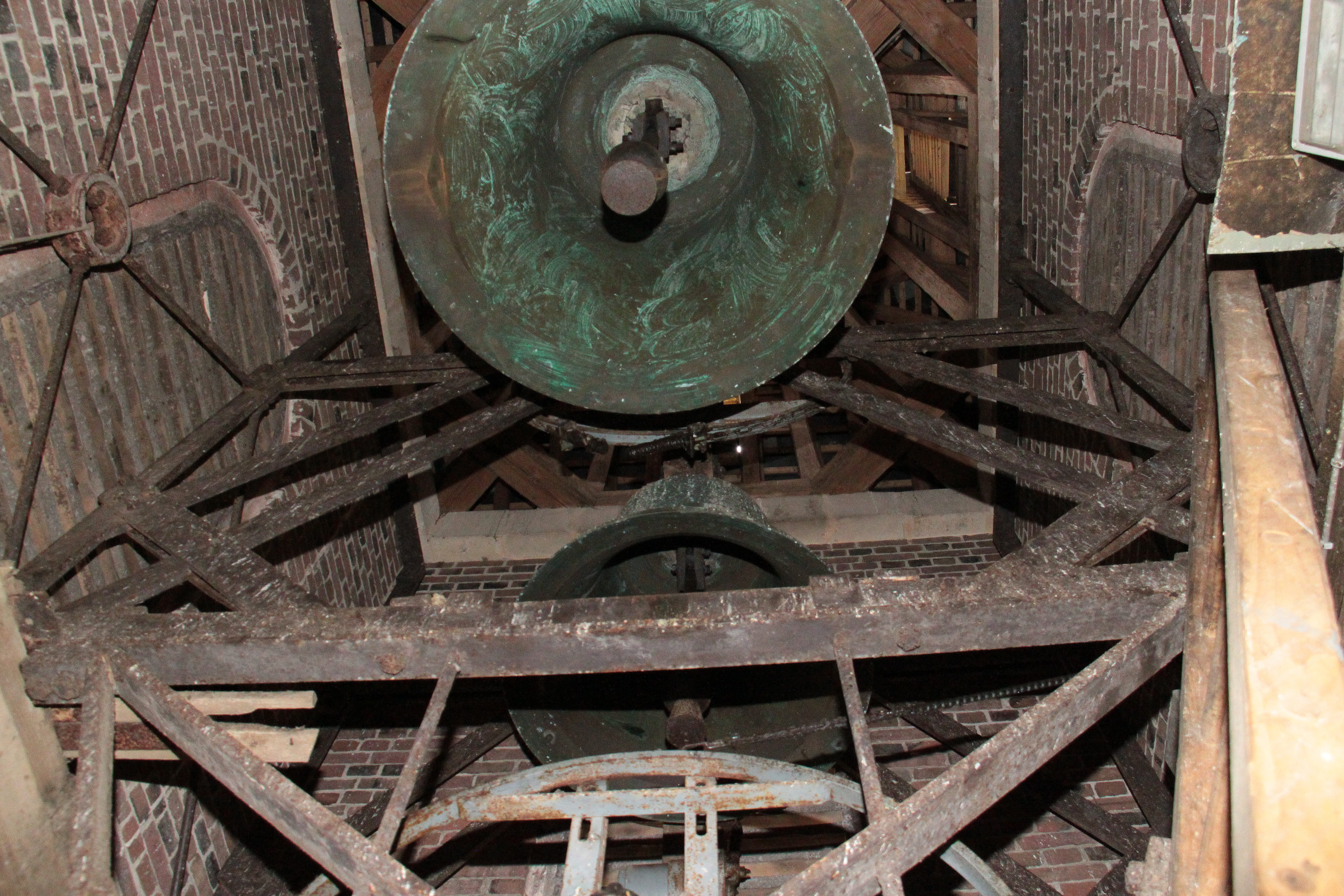
L'intérieur du clocher, vue des cloches et du système de commande. Placées à l'étage supérieur, côté cimetière à l'ouest : « Marie-Paule », côté nef de l'église : « Marie-Caroline ».
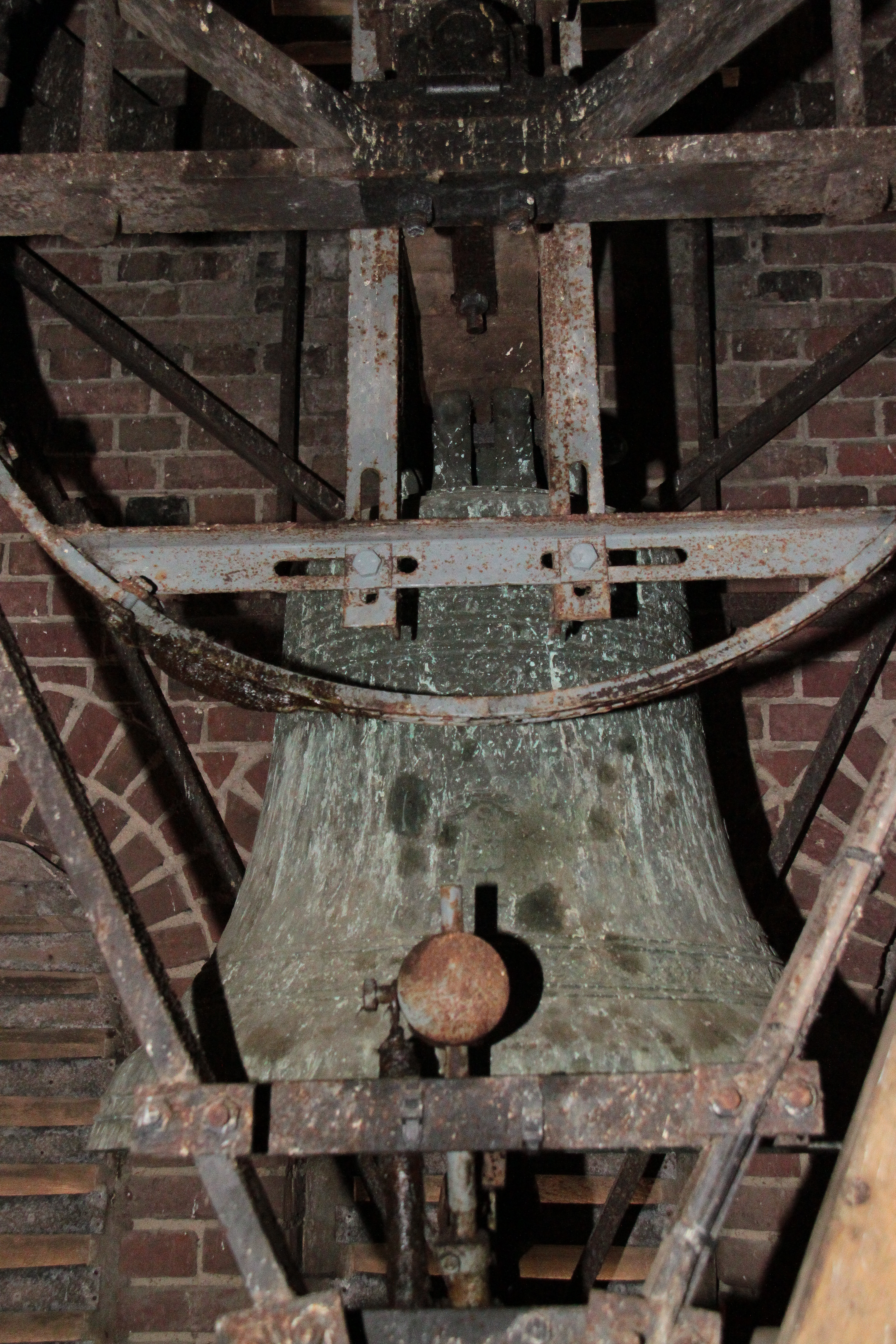
Détail du mécanisme de sonnerie automatique de la plus grosse des trois cloches.

La toiture et les vitraux ont été restaurés à la fin du XXe siècle ainsi que le clocher qui a été remis en état, les cloches pourvues d'une sonnerie automatique (en 1985) et le coq redoré à la feuille d'or. Les cloches sonnent l'angélus trois fois par jour.
La visite intérieure permet de découvrir le maître-autel de style Louis XV et grand retable décoré d'un tableau encadré de pilastres et des statues de saint Jean Baptiste et de saint Roch, ainsi qu'un tabernacle remarquable,. Le chœur est pourvu de stalles. Les statues de saint Sébastien et de saint Laurent se font face de chaque côté du sanctuaire, celles de Notre-Dame de Lourdes et de saint Antoine de Padoue sont disposées de chaque côté de la nef. Deux autres autels plus petits (un consacré à la Sainte Vierge et l'autre à saint Joseph) sont disposés à l'extrémité du chœur, leurs retables sont d'époque Louis XIV,. À l’entrée de la nef se trouvent les fonts baptismaux. La voûte, en forme de coque de navire inversée, est en merrain, sa constructions fut terminée en 1899 ; une des poutres centrales supporte un crucifix. Le chemin de croix date de 1924. Les deux seuls vitraux à personnages, situés face à face dans le sanctuaire, représentent L'Adoration des mages et Saint Joseph mourant, assisté de Jésus et de la Sainte Vierge.

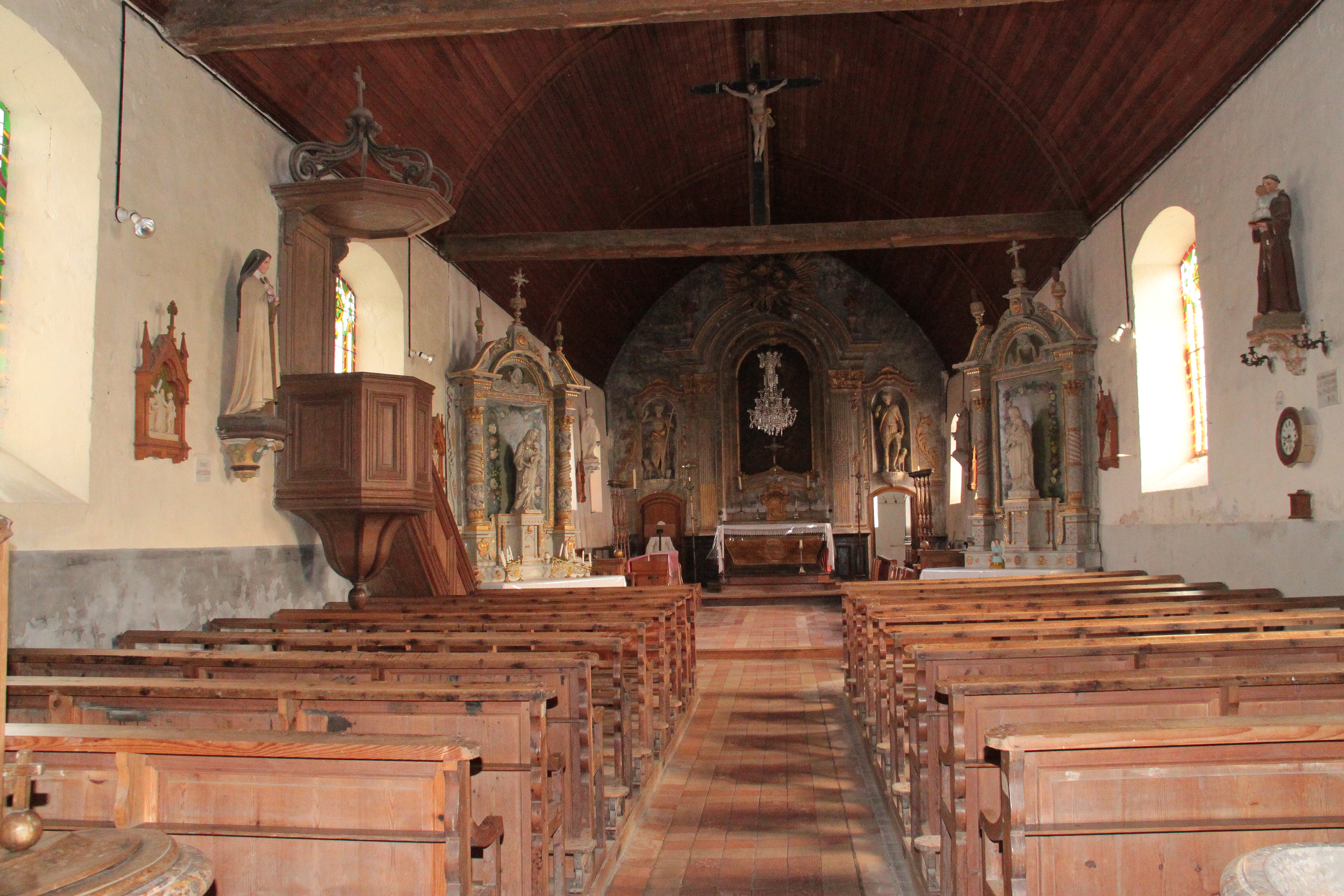
Vue depuis la nef.
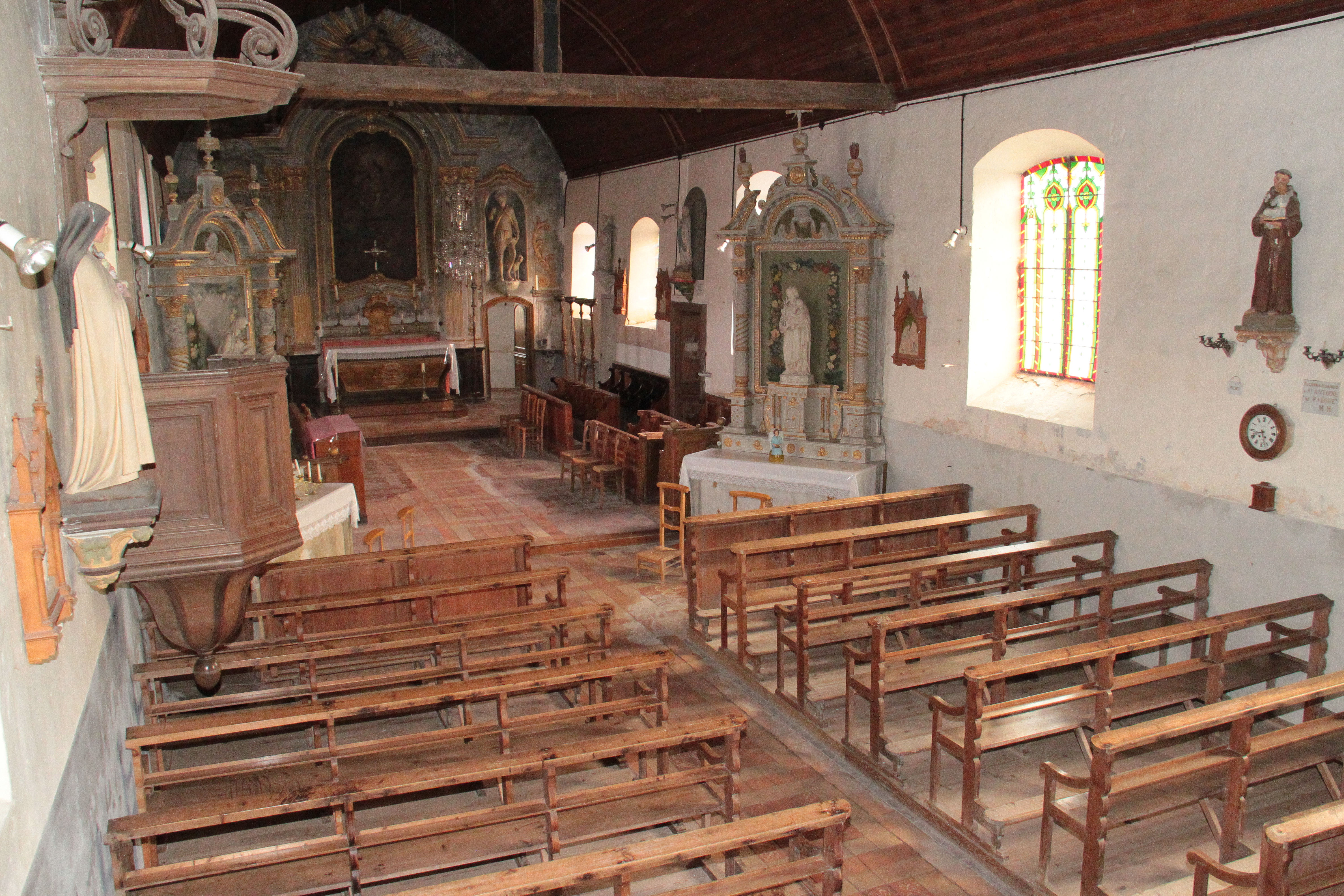
Vue depuis la mezzanine.
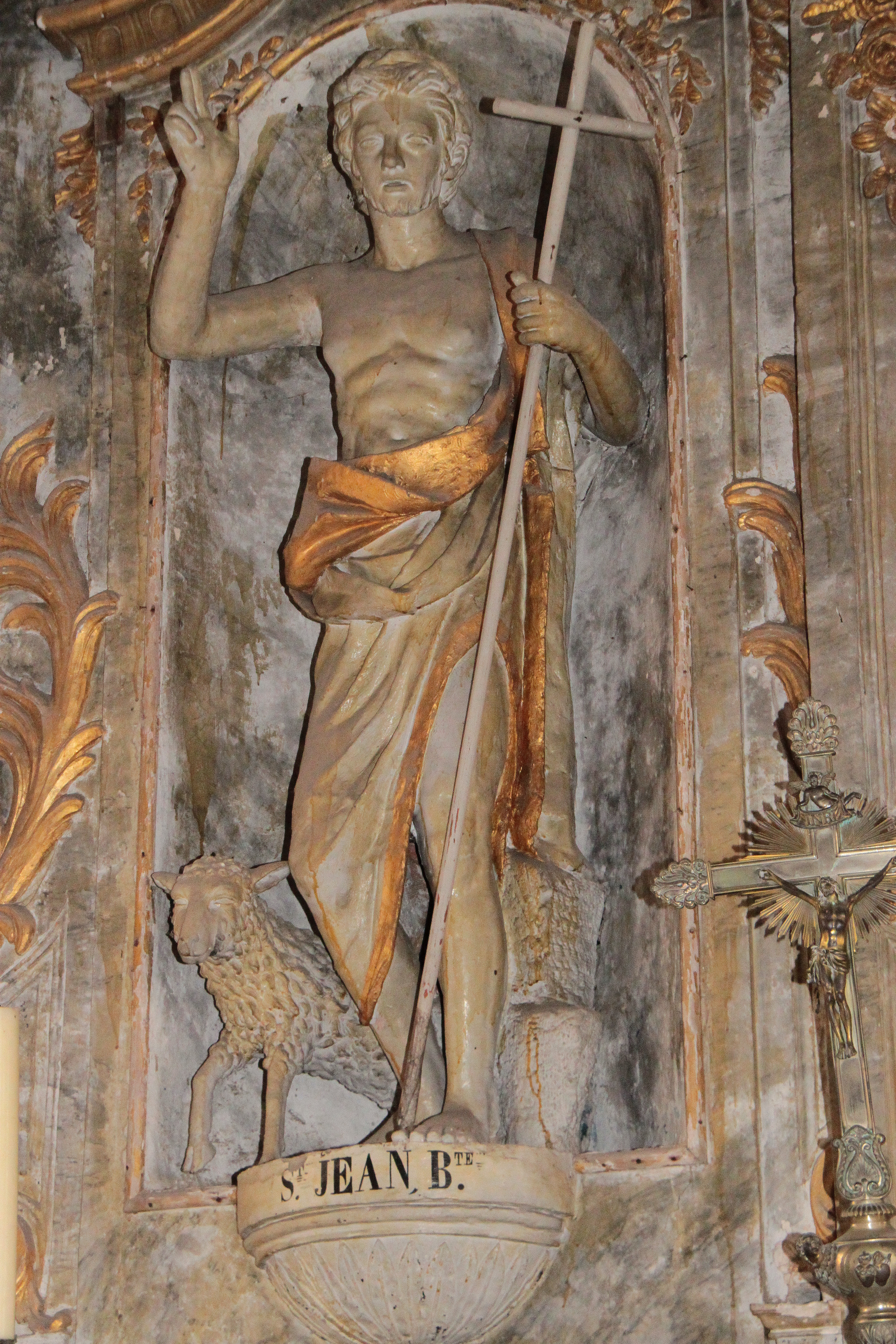
La statue de saint Jean Baptiste, sur la gauche du chœur.
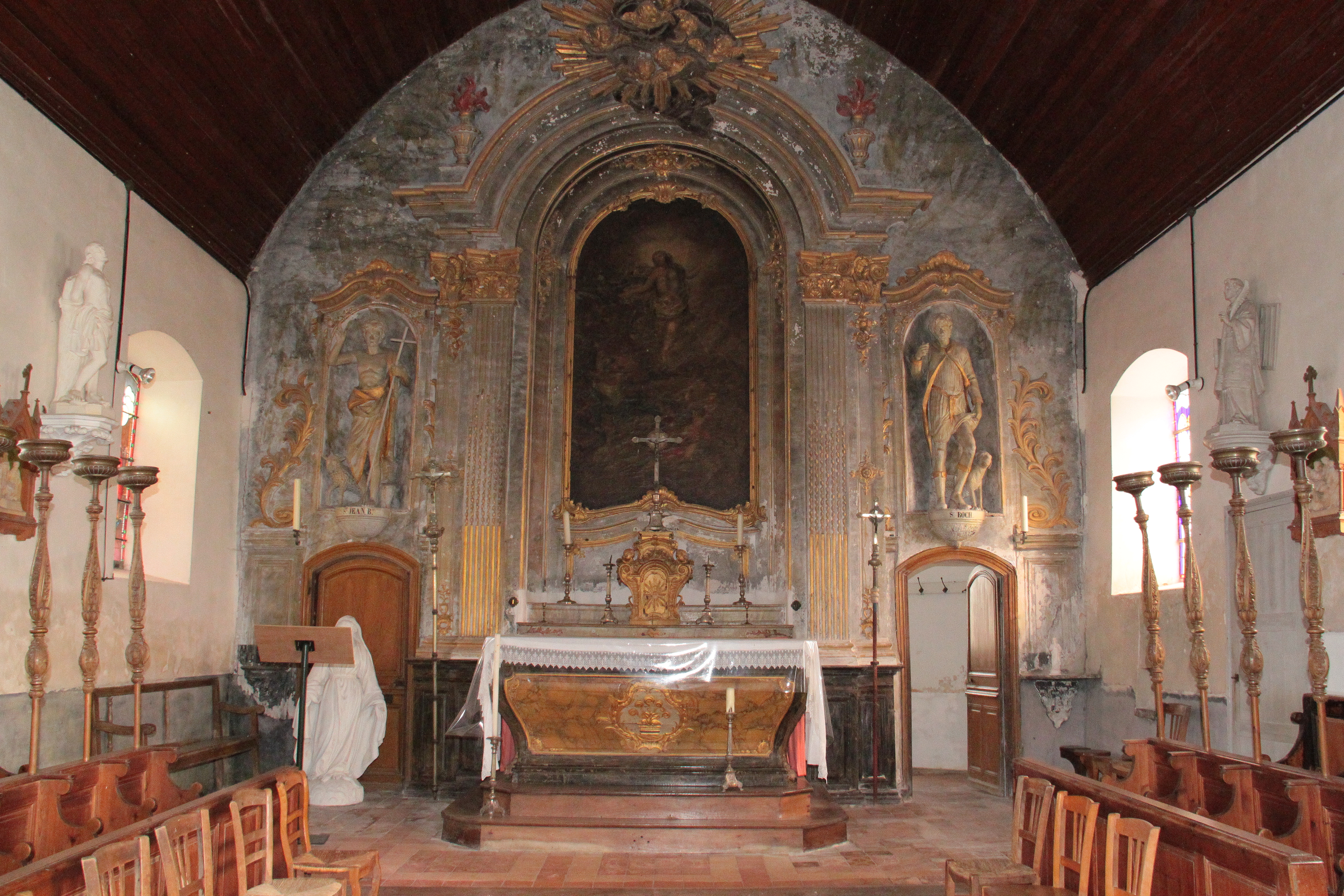
Le chœur ; le maître-autel et le tabernacle ; le retable, son tableau, ses pilastres et les statues de saint Jean Baptiste et saint Roch.
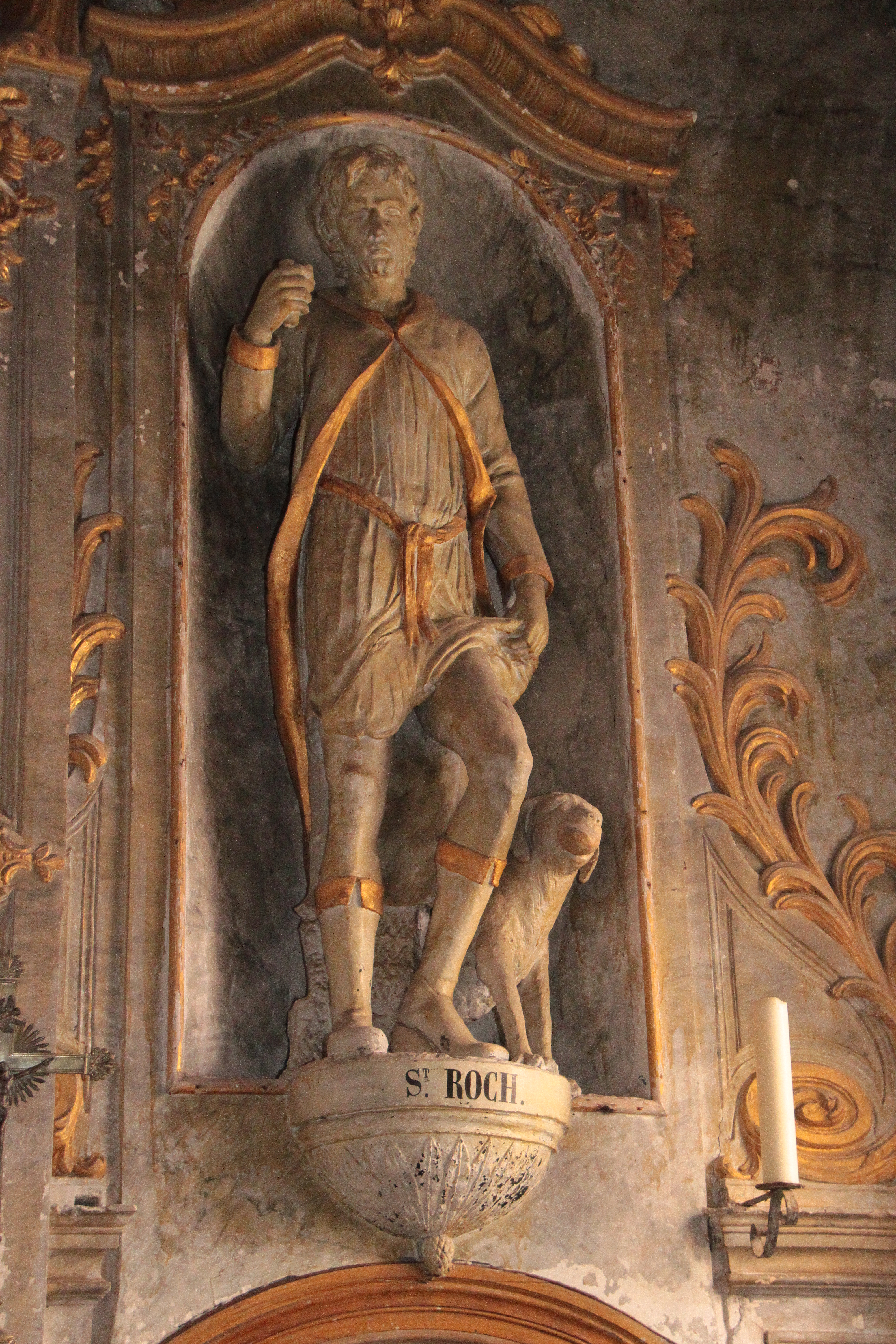
La statue de saint Roch, sur la droite du chœur
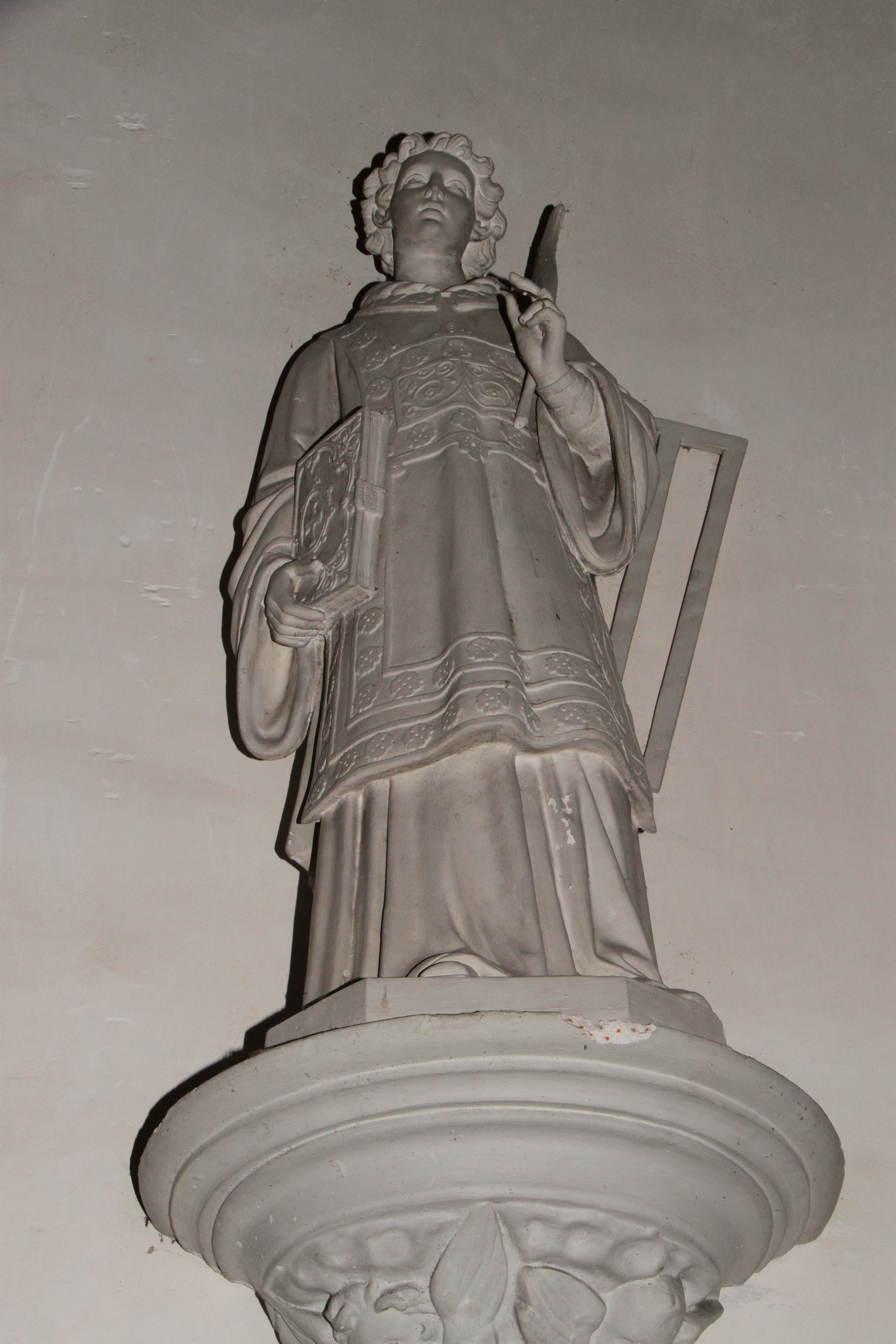
La statue de saint Laurent. Elle était initialement disposées dans la chapelle du lieu-dit « la Chapelle Noiremare ».
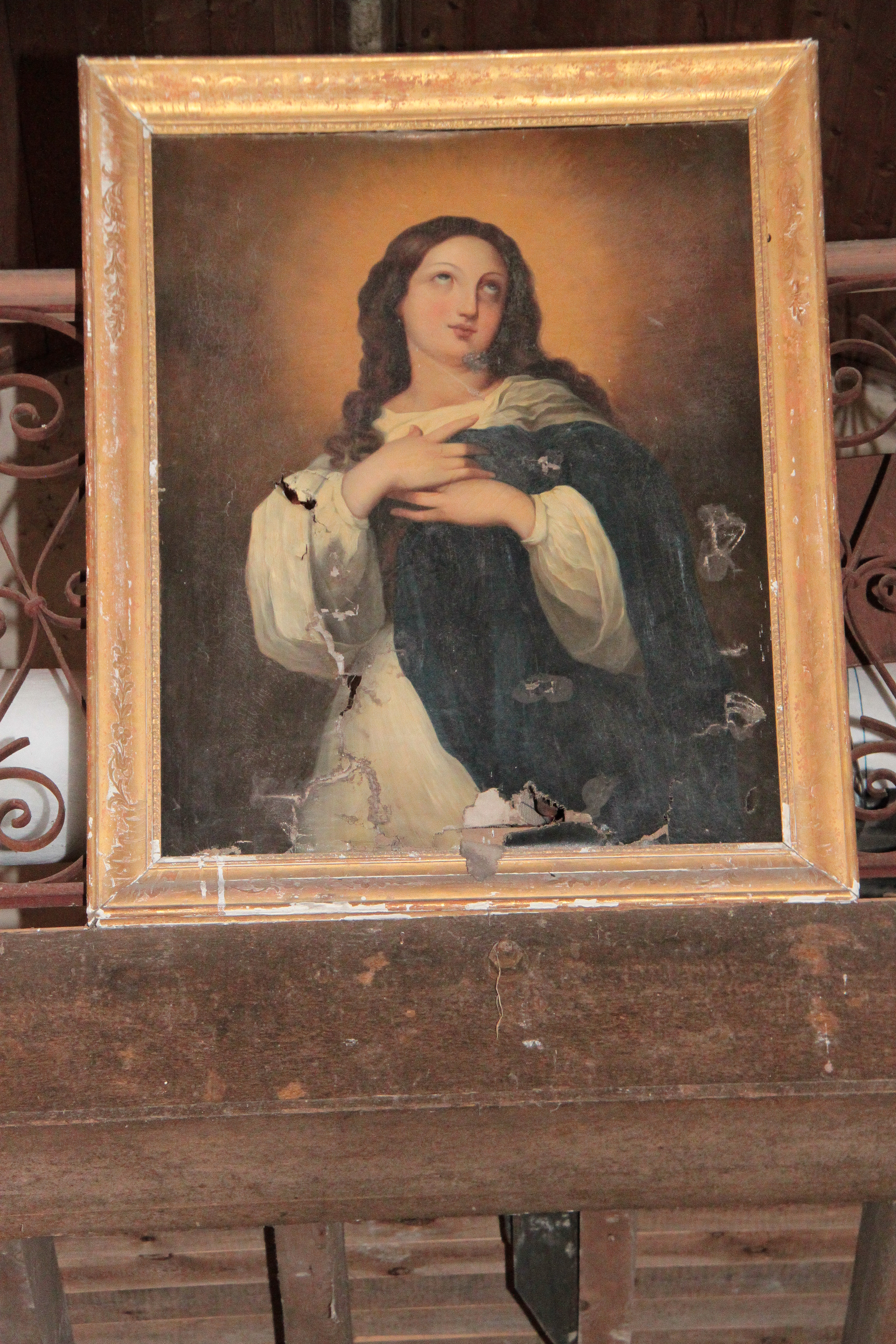
Tableau de la Sainte Vierge (copie du tableau de Murillo, Vierge glorieuse)
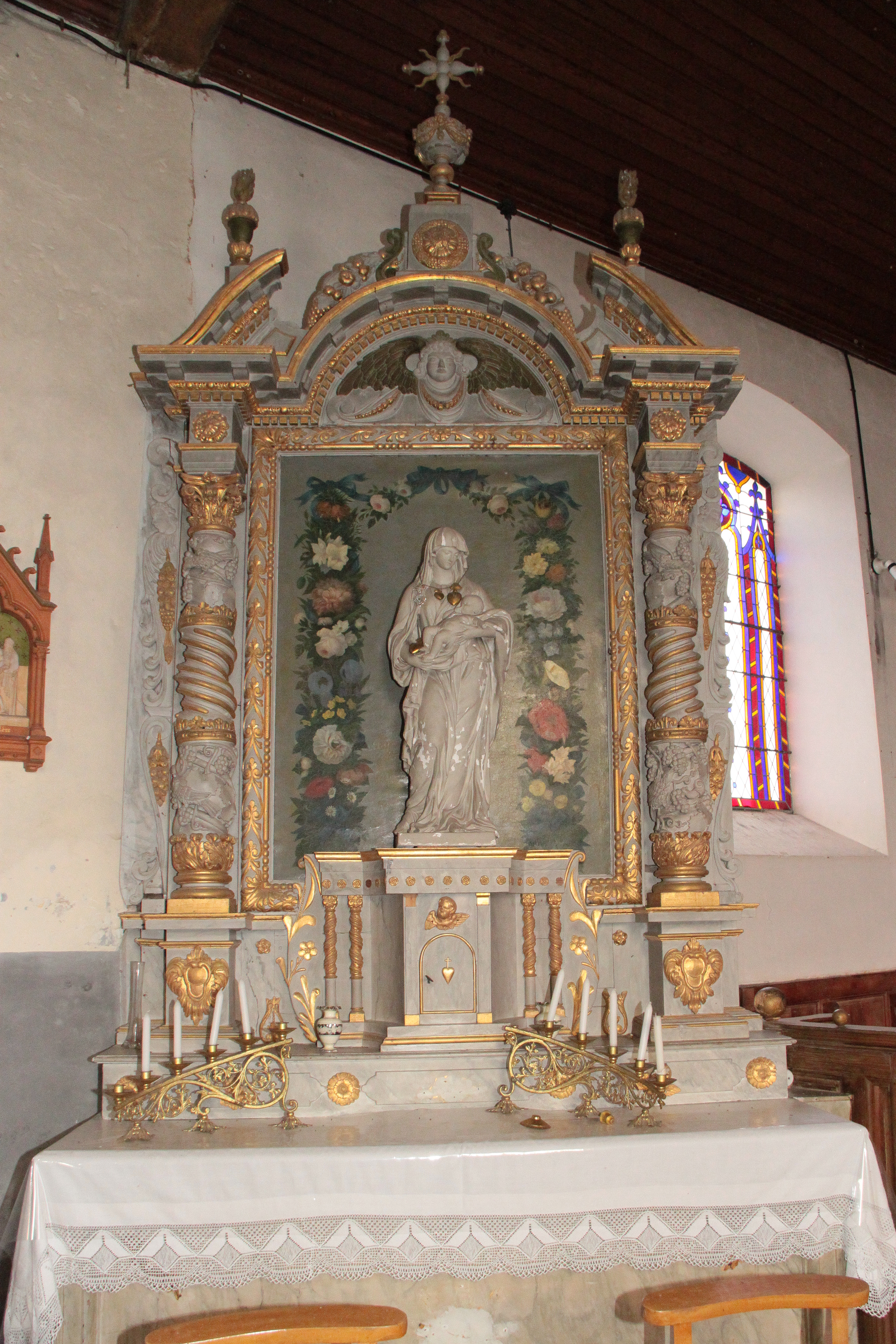
L'autel consacré à la Sainte Vierge.
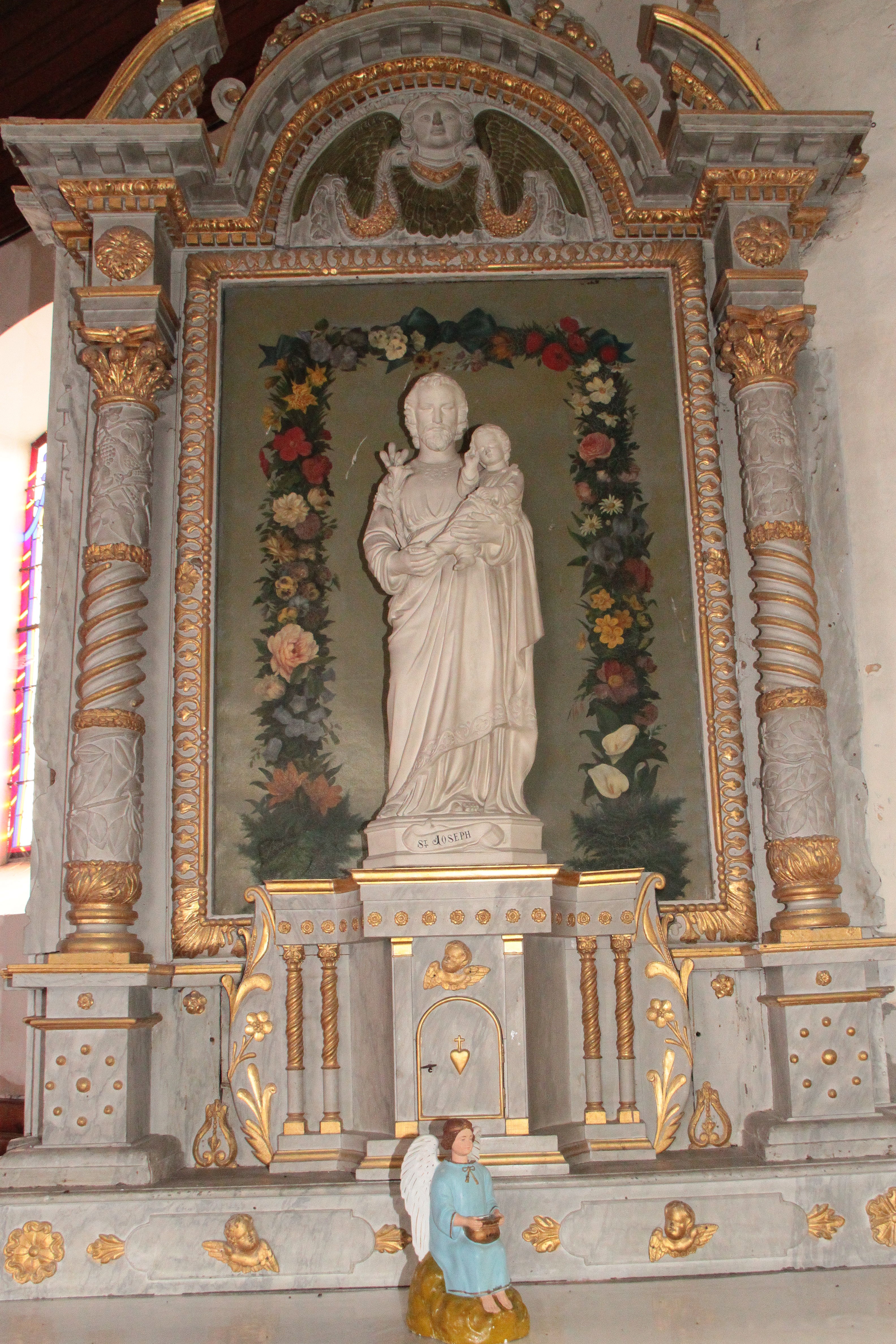
L'autel consacré à saint Joseph.
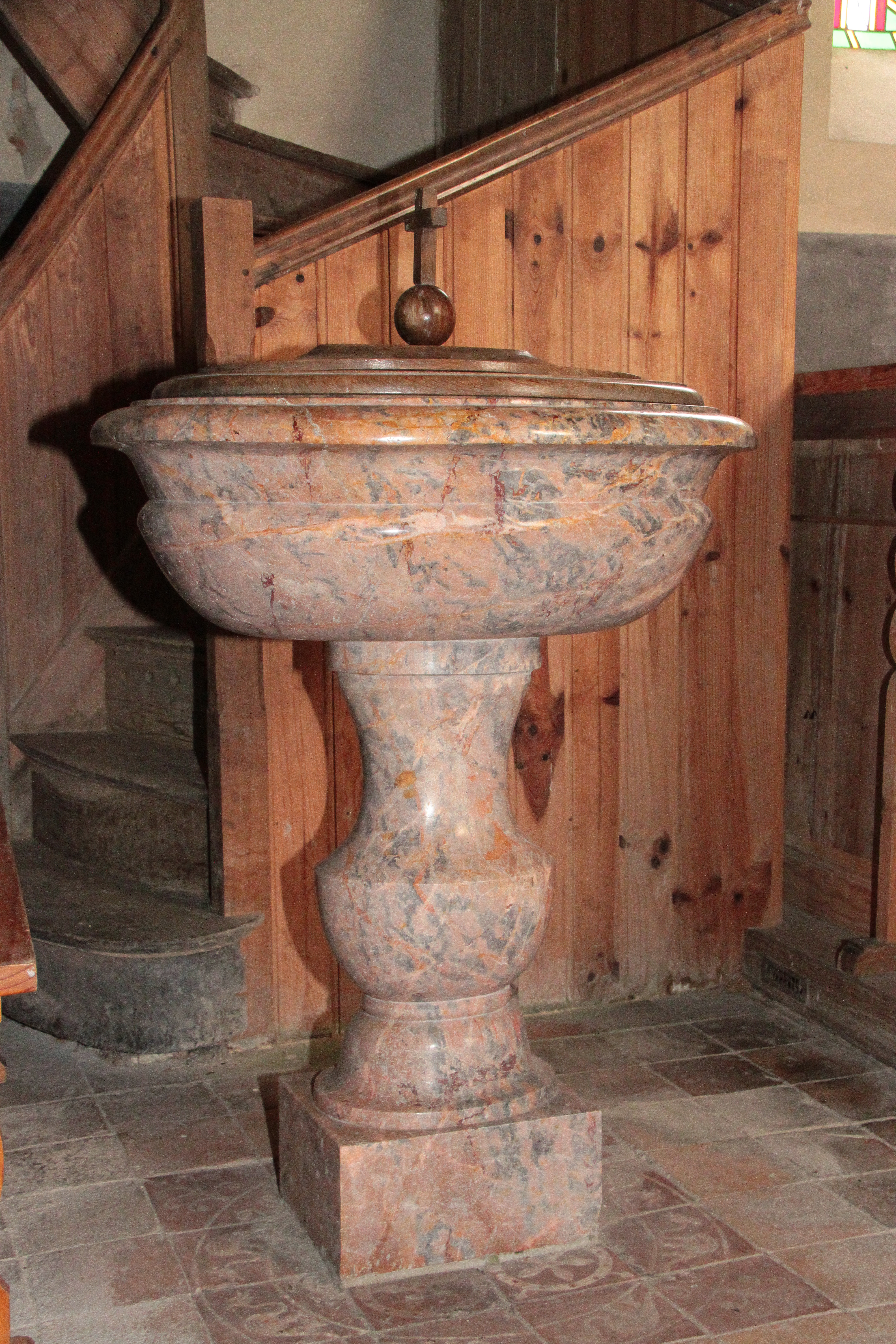
Les fonts baptismaux.
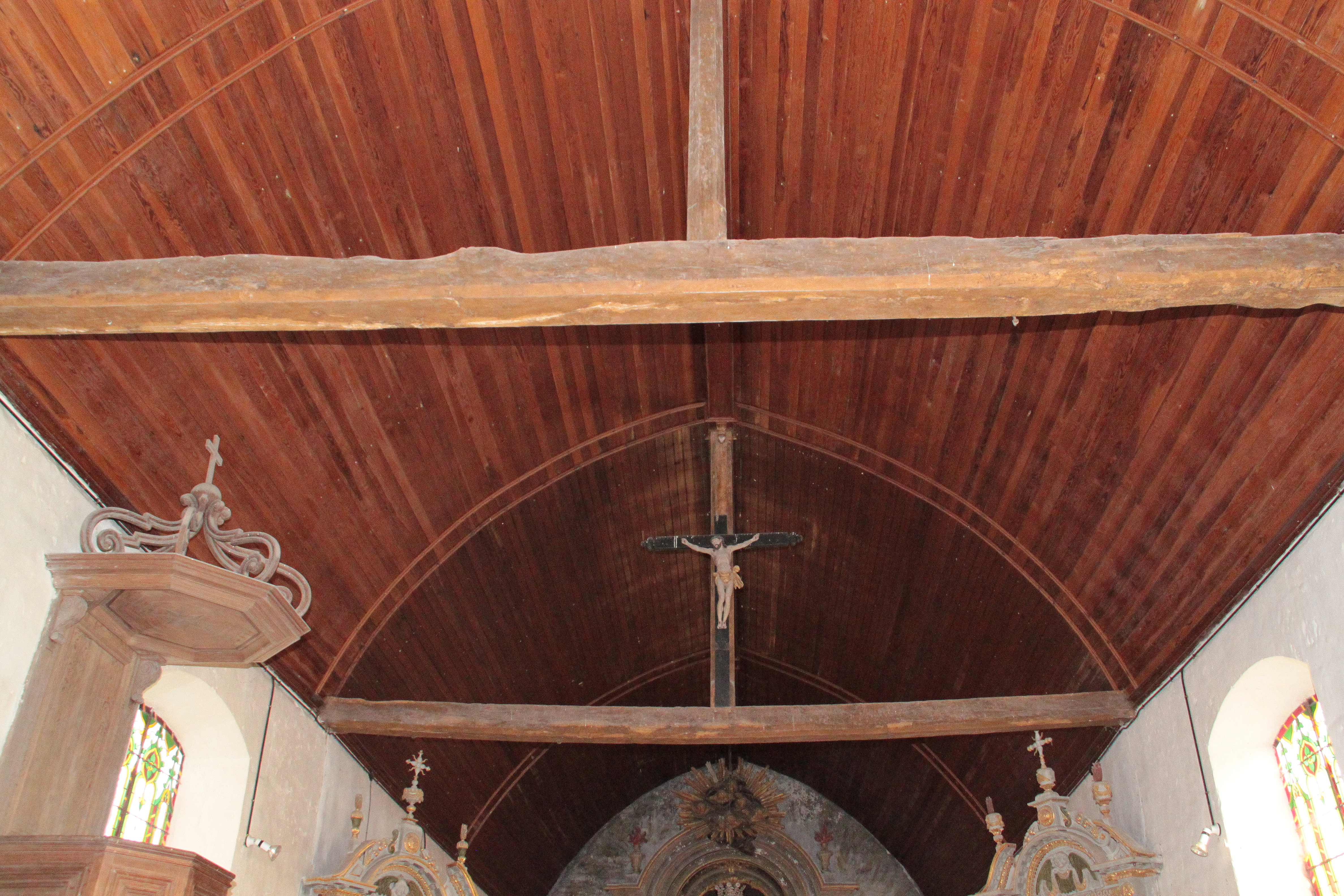
La voûte.
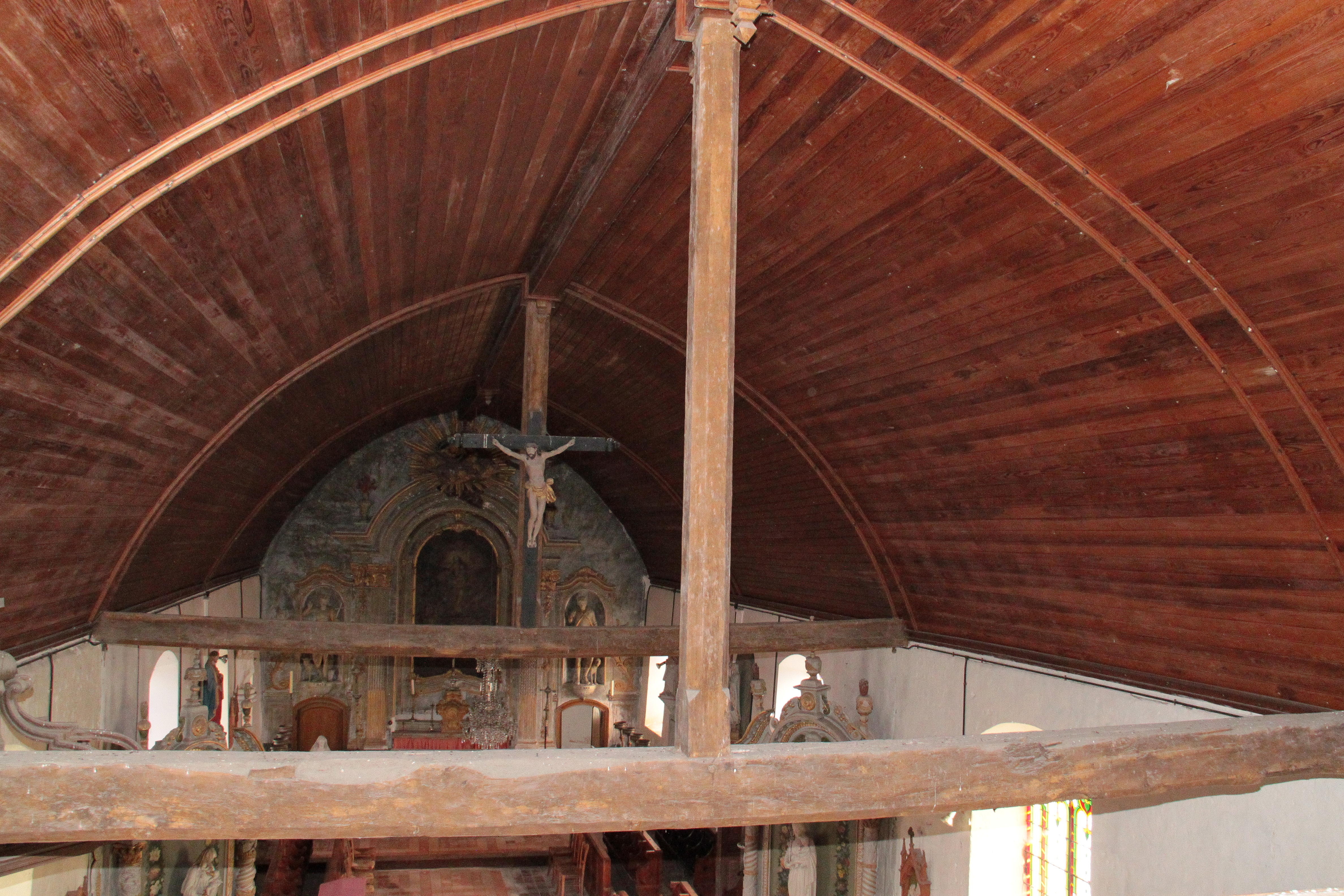
La voûte et une partie de la poutraison.
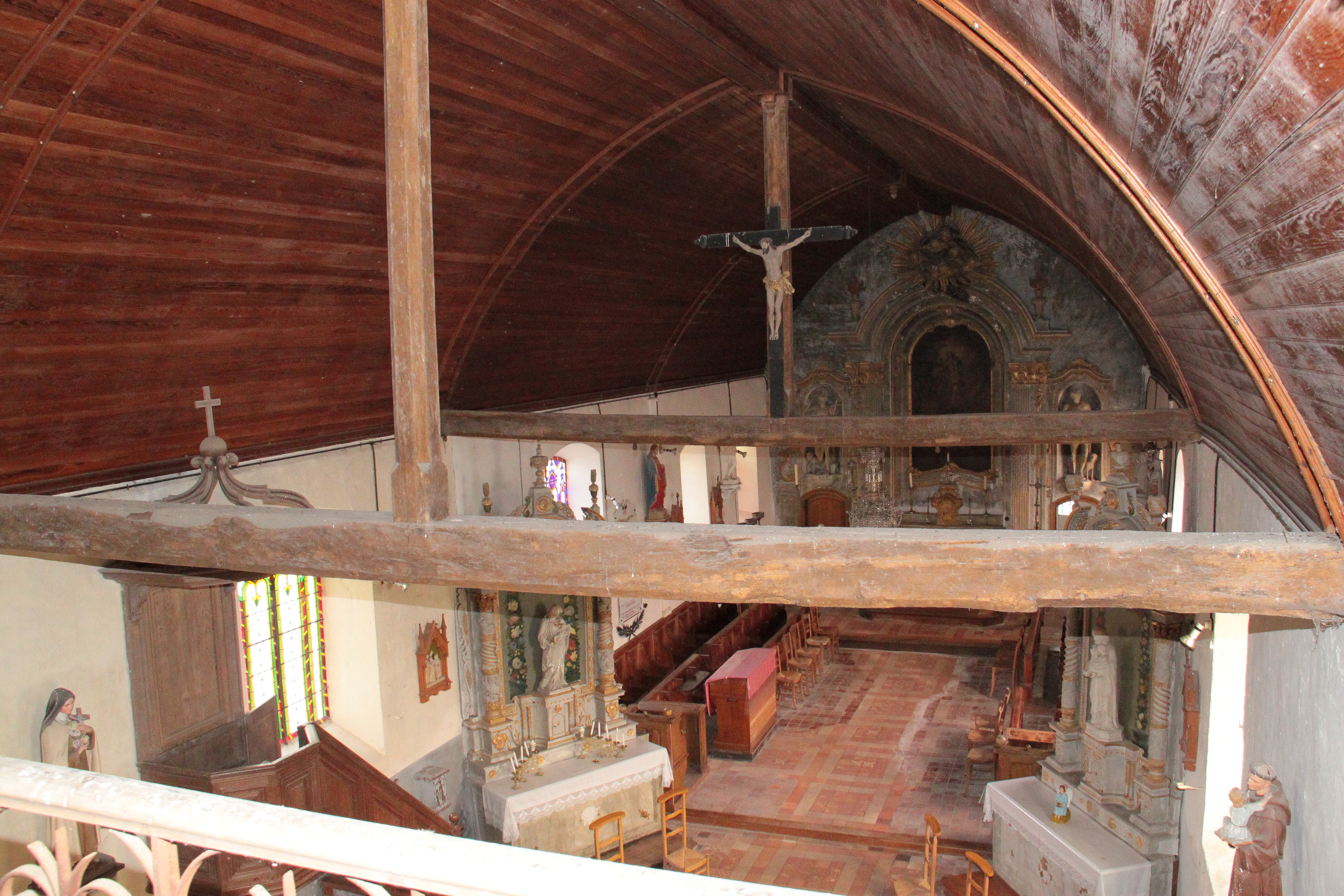
La voûte et une partie de la poutraison, autre vue.
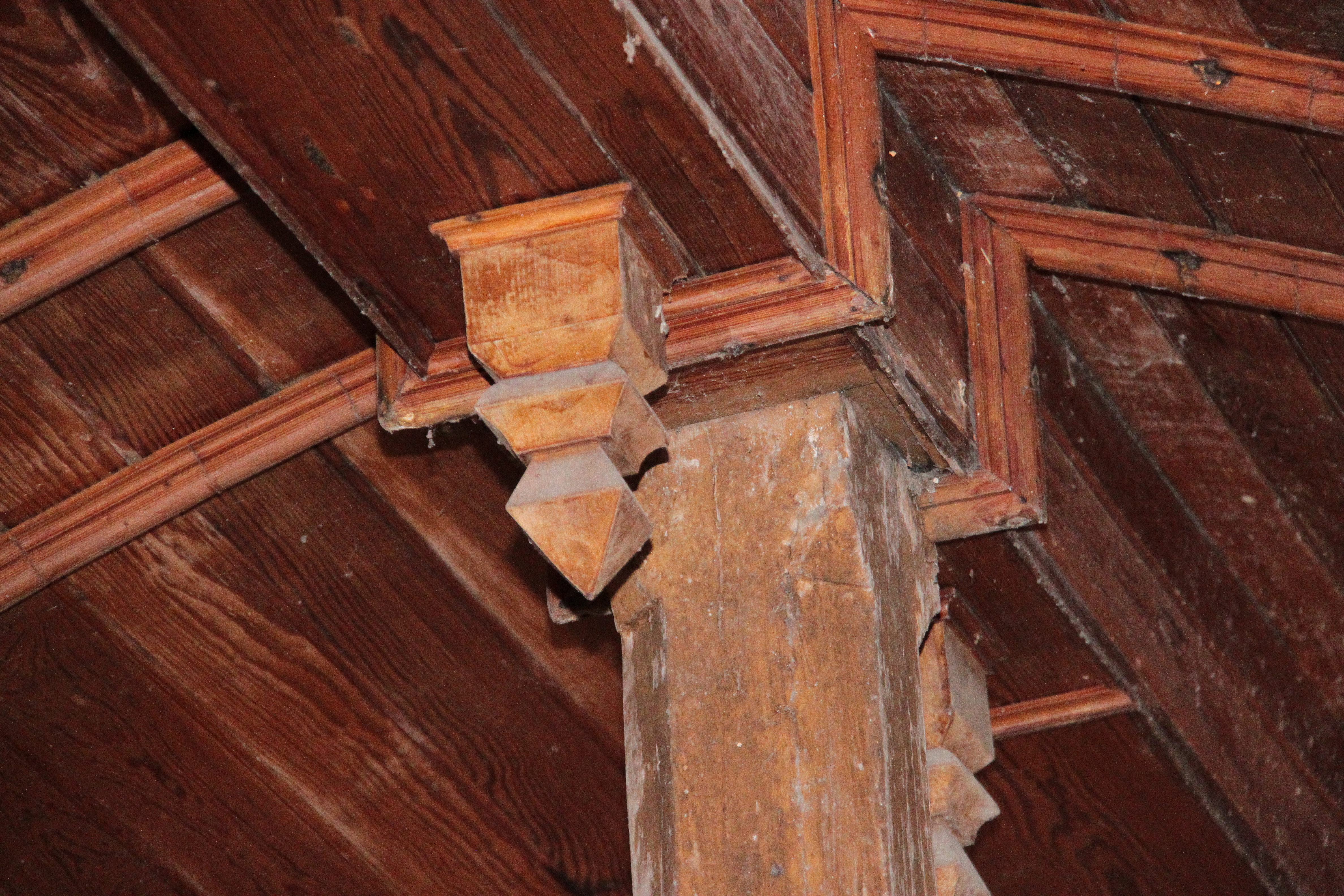
Détail de la voûte.
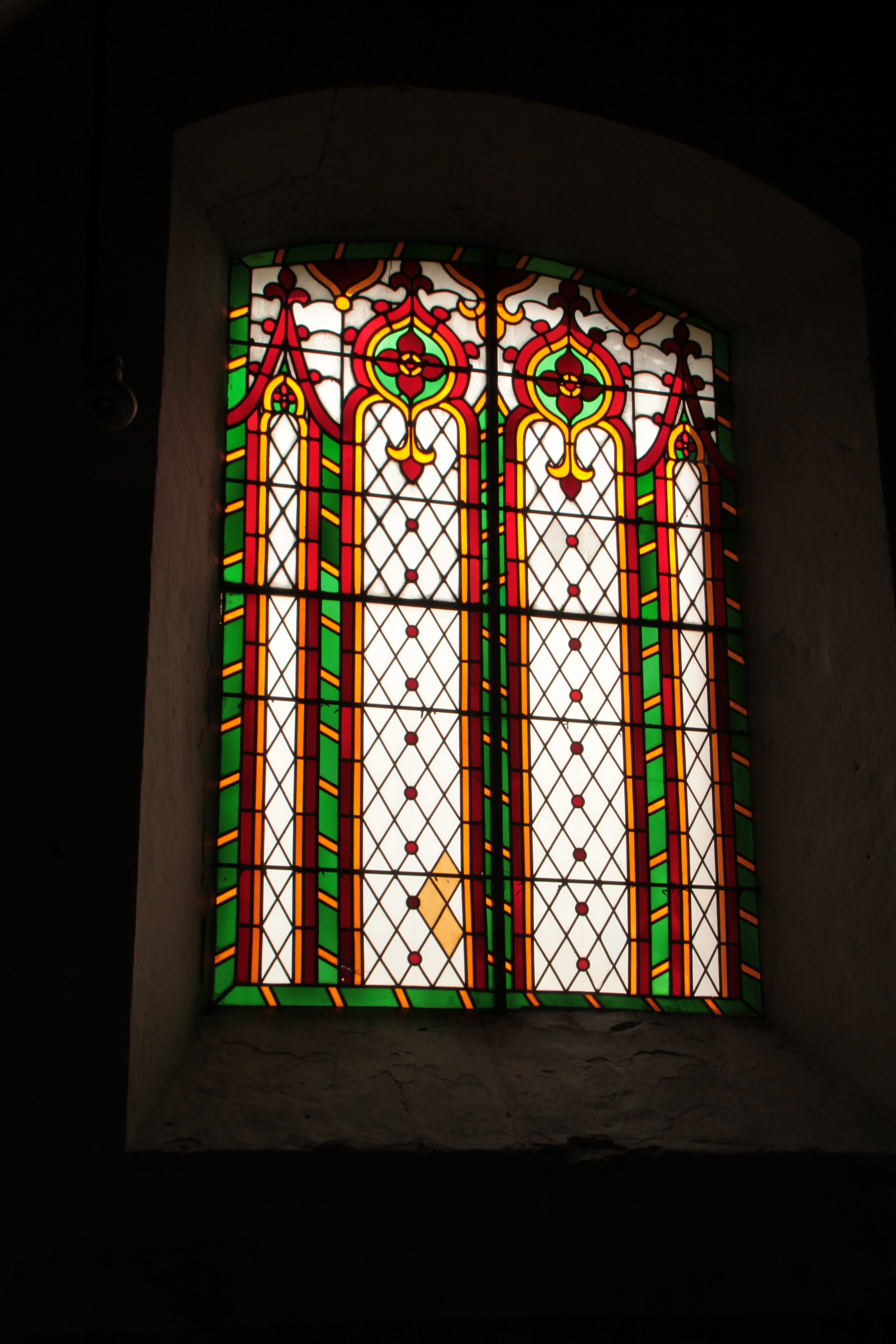
Vitrail.
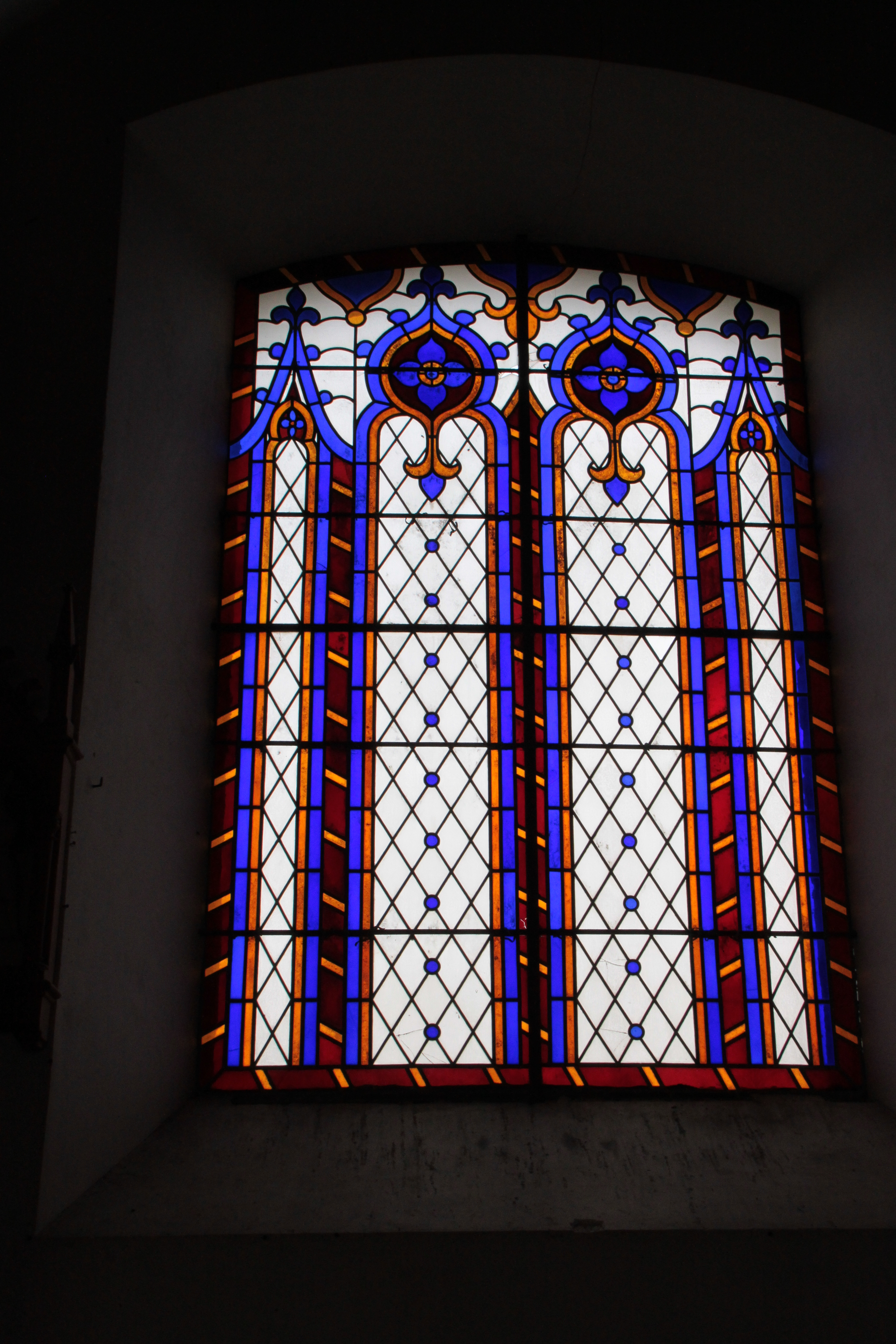
Vitrail.
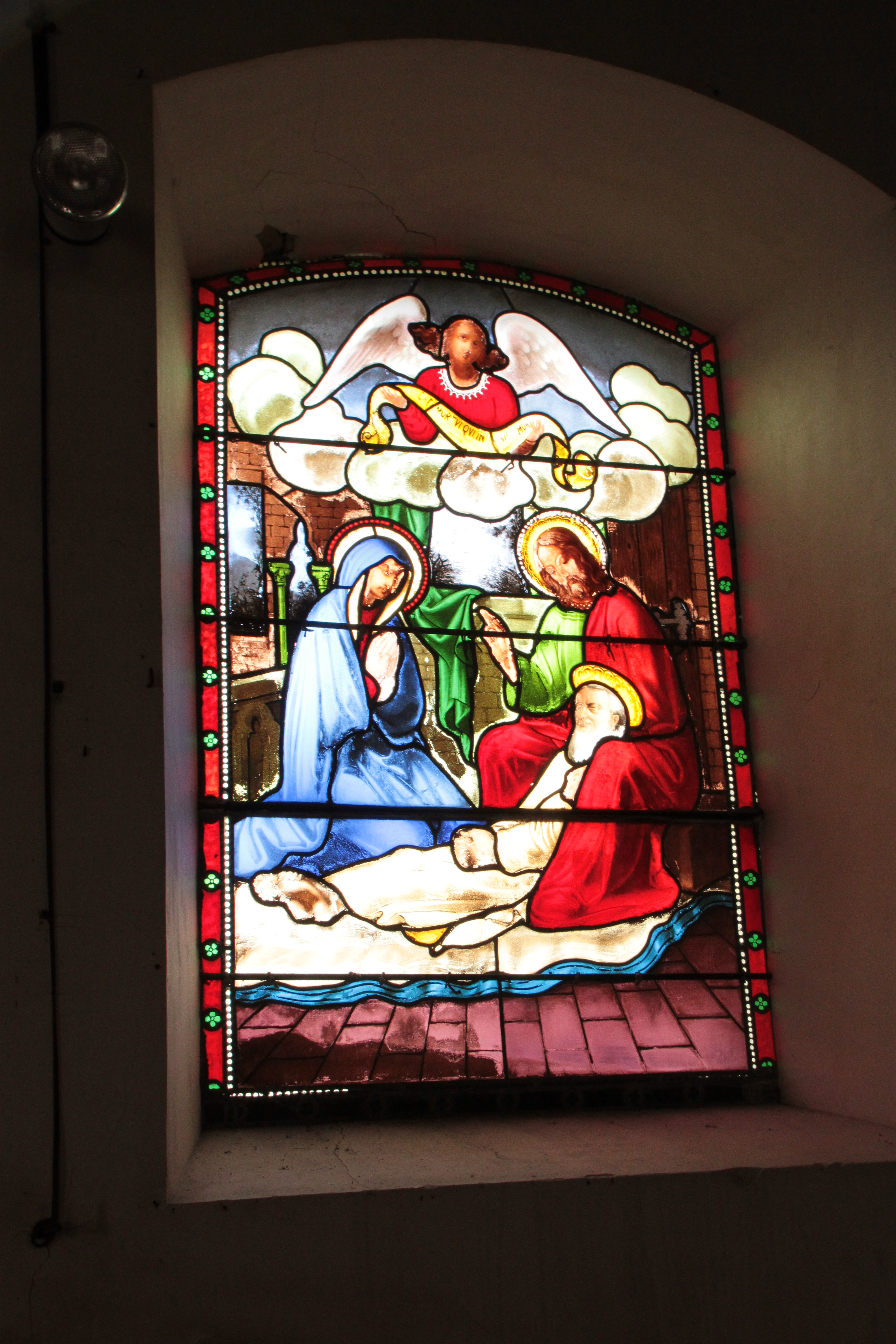
Saint Joseph mourant, assisté de Jésus et de la Sainte Vierge.
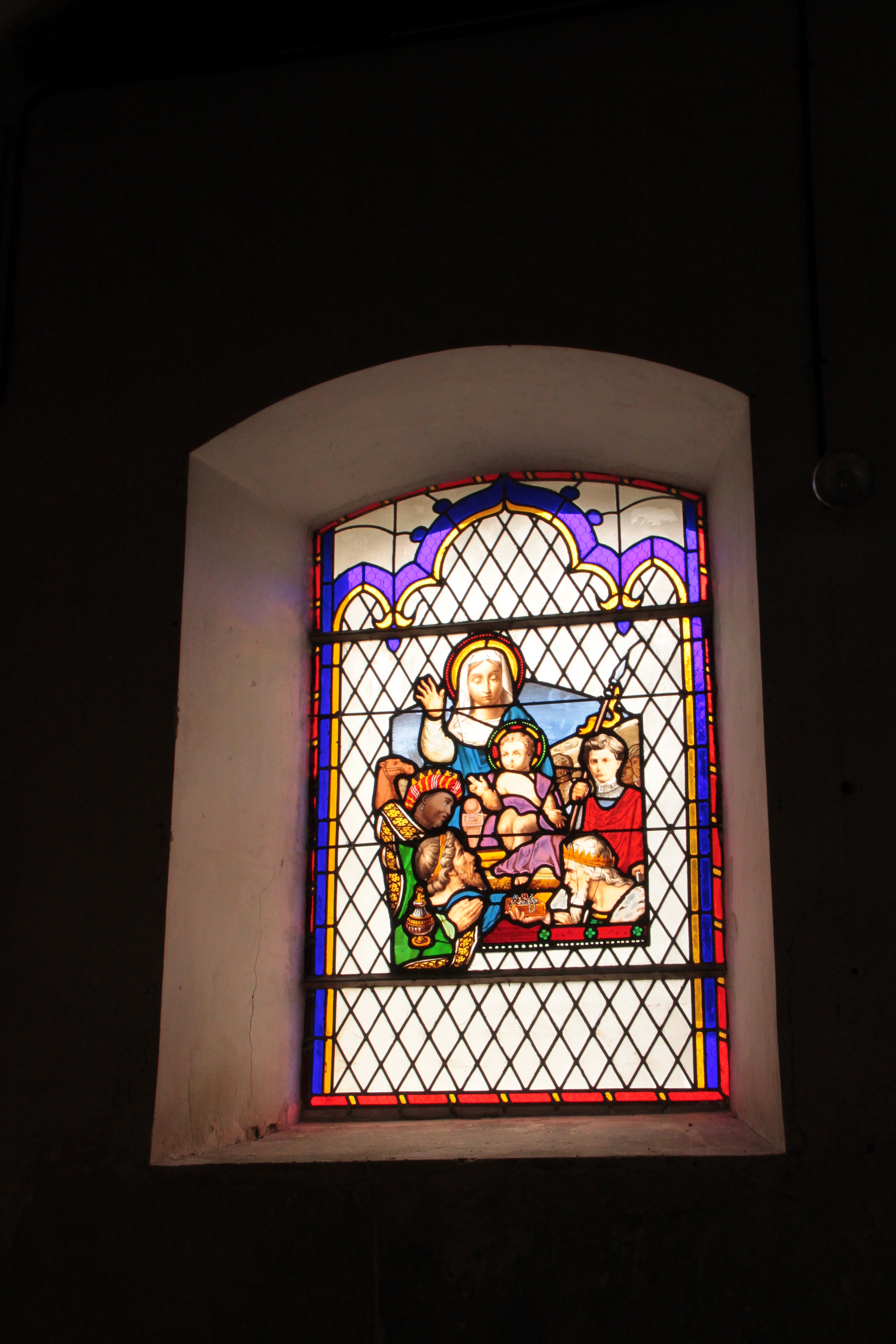
L’Adoration des mages.

Voir aussi (avec un diaporama) : 
L'église est située au sommet d'un coteau dominant un vallon au fond duquel on aperçoit le manoir du Mesnil-Germain et son étang.
- L'oratoire de la Vierge Marie, datant de 1857, restauré en 2014[69].

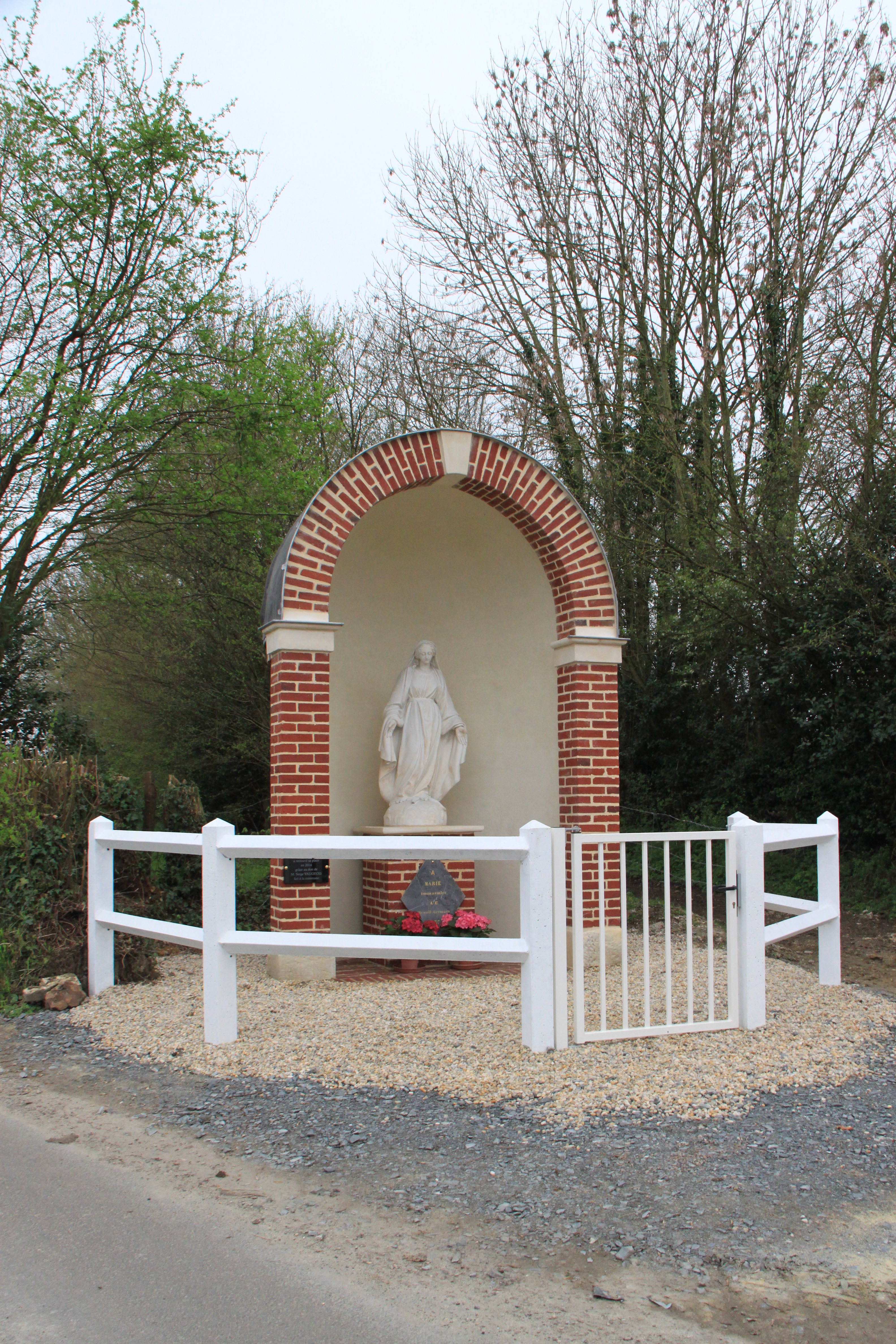
L'oratoire de la Vierge Marie, sur le chemin de l'église.

- La chapelle Saint-Laurent qui s'élève au lieu-dit « la Chapelle Noiremare » (sur la RD 47, à la limite nord de la commune) a été construite au XVIe siècle[70]. Une fenêtre en plein-cintre côté nord a été bouchée, la porte principale est située à l'ouest. Désaffectée depuis la Révolution[70], la chapelle devenue propriété privée, l'ameublement religieux a disparu. La statue de saint Laurent se trouve dans le sanctuaire de l'église Saint-Jean-Baptiste[11],[68].

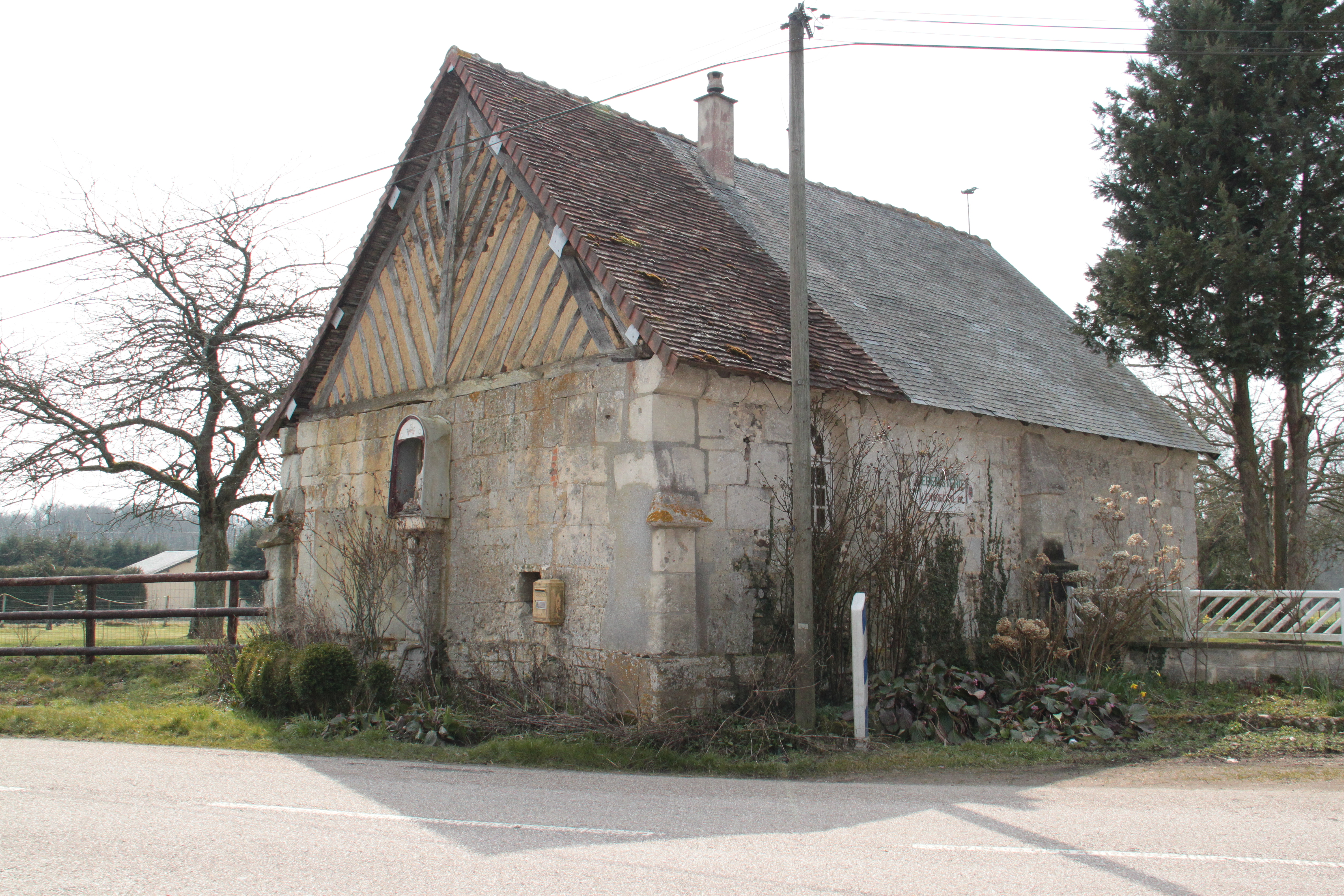
La chapelle Saint-Laurent.

- Le manoir du Mesnil-Germain ou « château de Mesly » (du nom de la famille de Mesly qui en fut propriétaire[11], on trouve aussi « de Mély »[32]), construit au XVIIIe siècle[71] remplace l'ancien manoir féodal dont ne subsiste qu'un ancien colombier[72] datant de la première moitié du XVIIe siècle et classé monument historique depuis 1972[73]. Ce lieu était la résidence des seigneurs du Mesnil-Germain. Durant la Première Guerre mondiale, le manoir, comme annexe de l'hôpital de Livarot, accueille des blessés[32]. Pourvue d'un vaste étang et de jardins, cette propriété privée ne se visite pas.
- Les « grottes », ainsi nommées pour leur aspect extérieur sont en fait d'anciennes carrières ayant servi autrefois à la construction de nombreux édifices. Elles sont situées près du portail d'entrée du manoir[60].

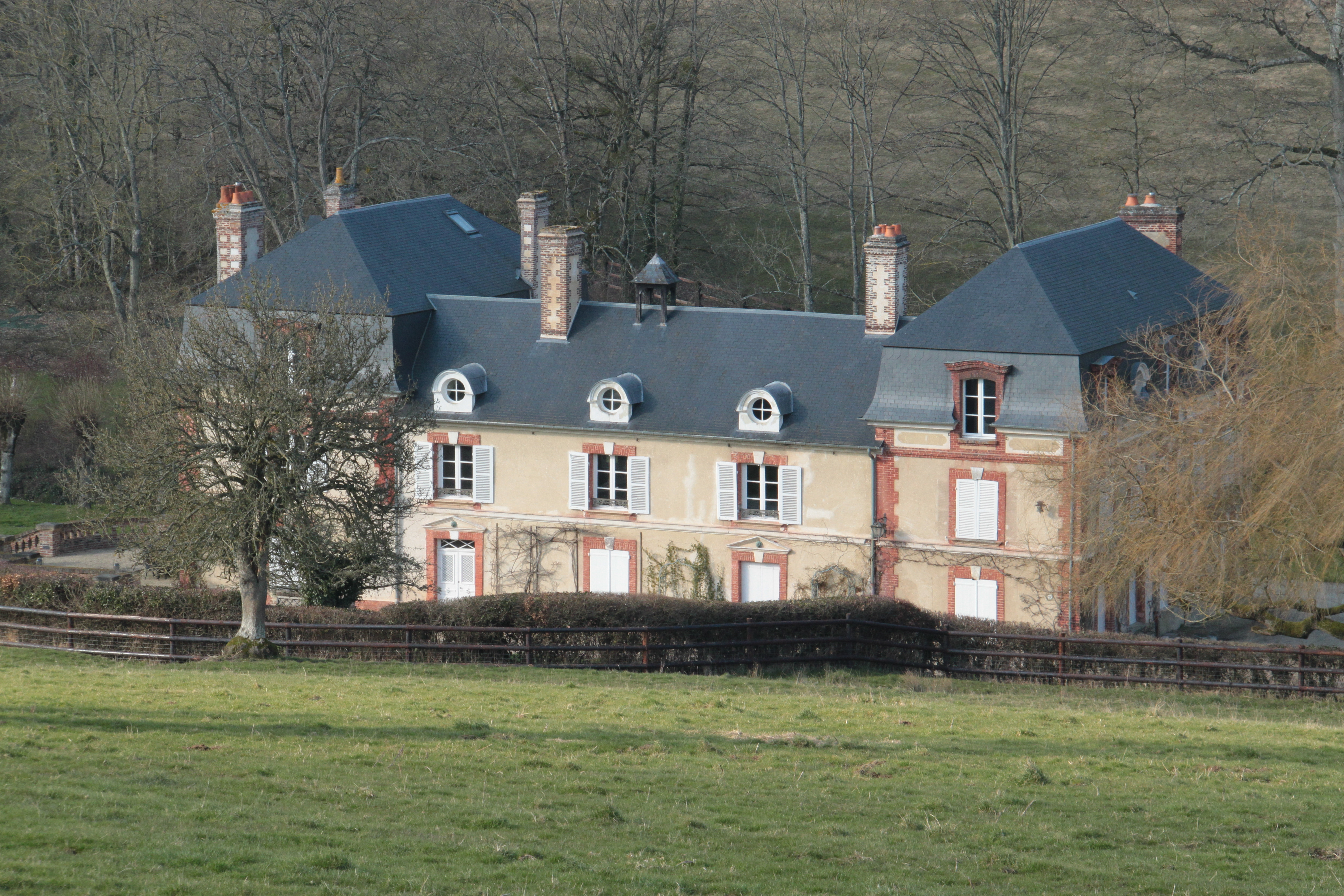
Le manoir.
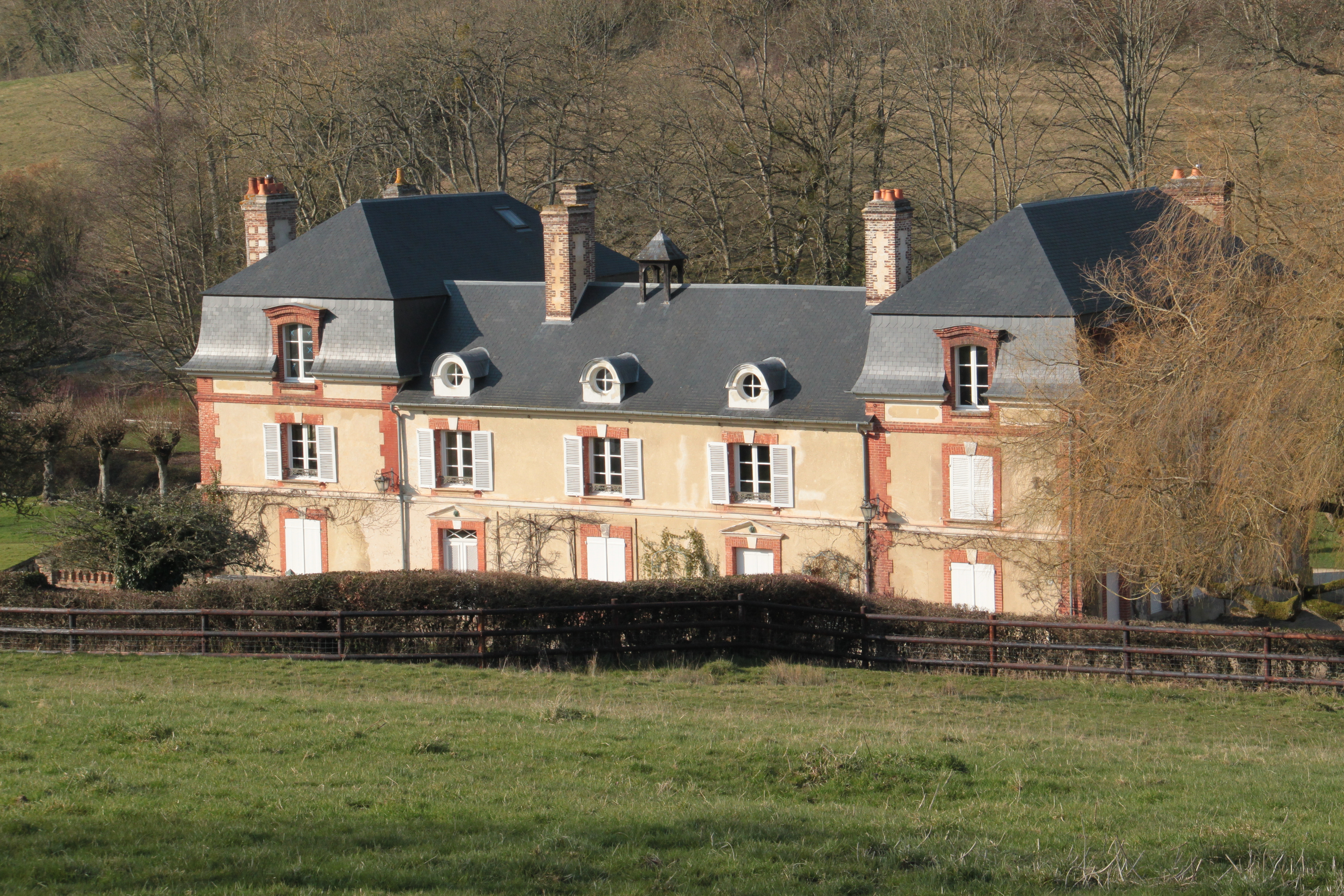
Le manoir.
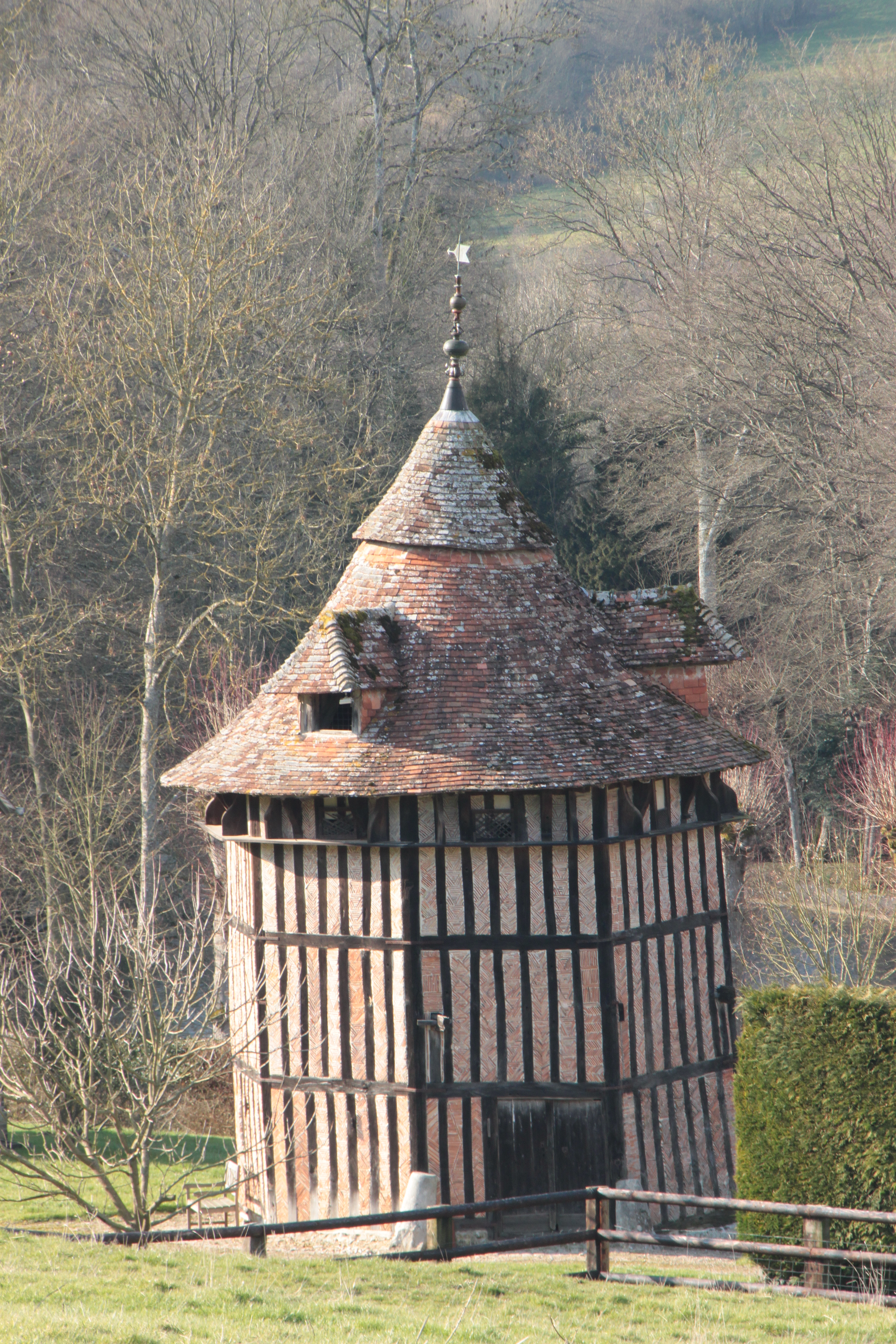
L'ancien colombier du manoir. Classé monument historique, ce colombier est utilisé comme élément principal du blason de la commune.
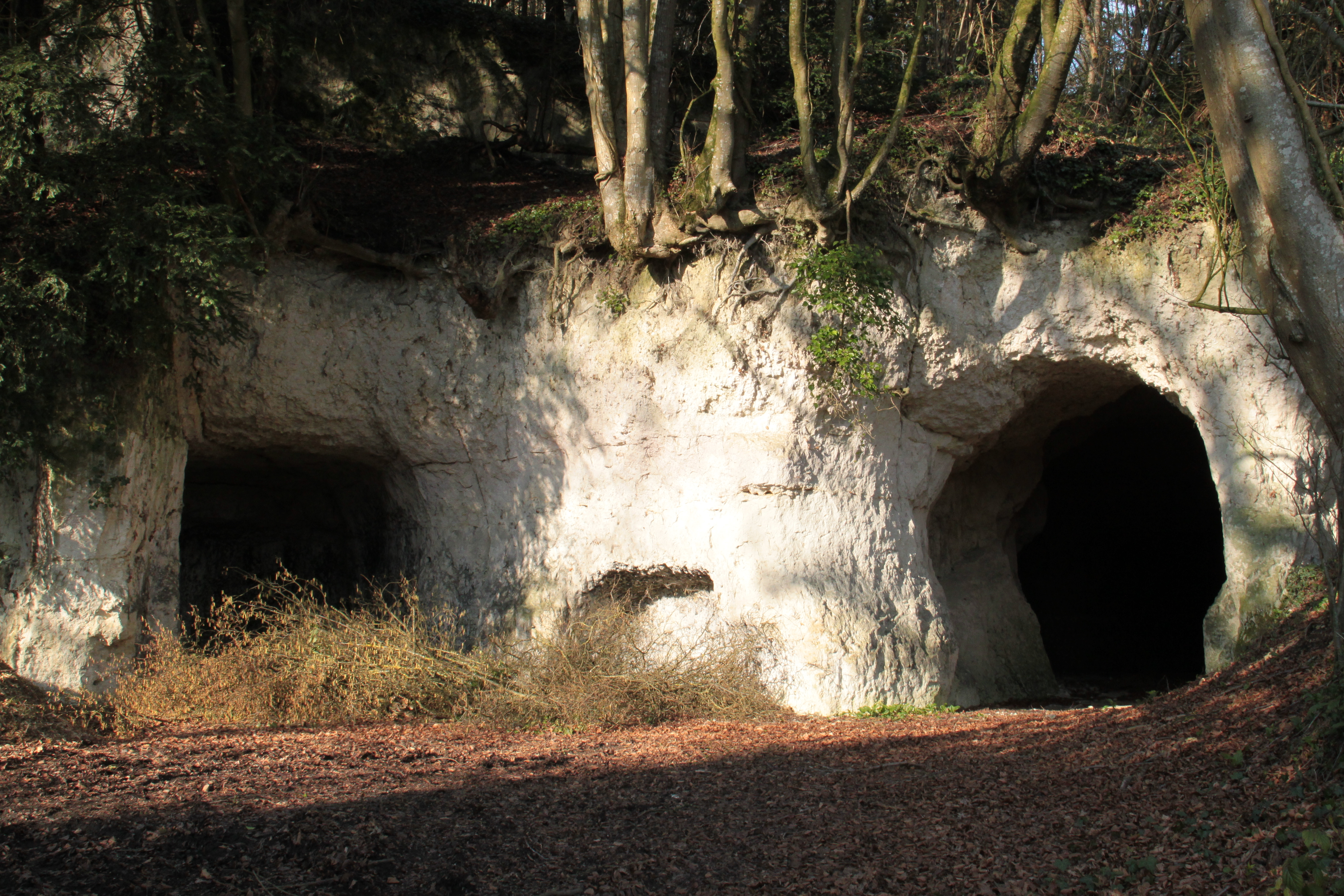
Les grottes.

## Personnalités liées à la commune

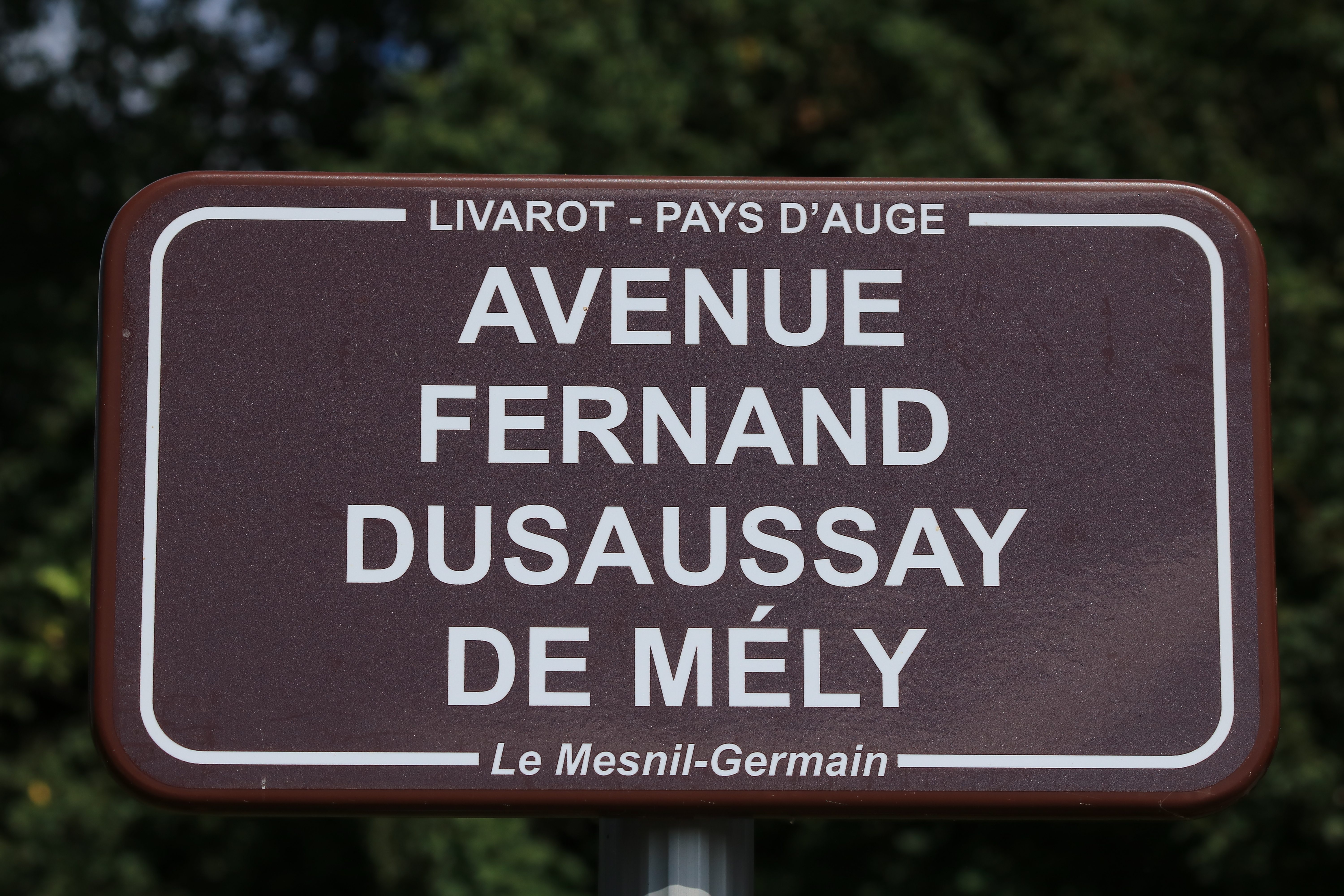

- Fernand de Mély (Fernand Dusaussay de Mély) (12 octobre 1851-25 mars 1935), archéologue, écrivain[74], critique d'art[75], collectionneur, membre de la Société de l'histoire de France[76], chevalier de la Légion d'honneur (1924), maire de la commune de 1881 à 1934 (53 ans)[32].
Une avenue de la commune, passant par le manoir dont il fut propriétaire, porte son nom[32].

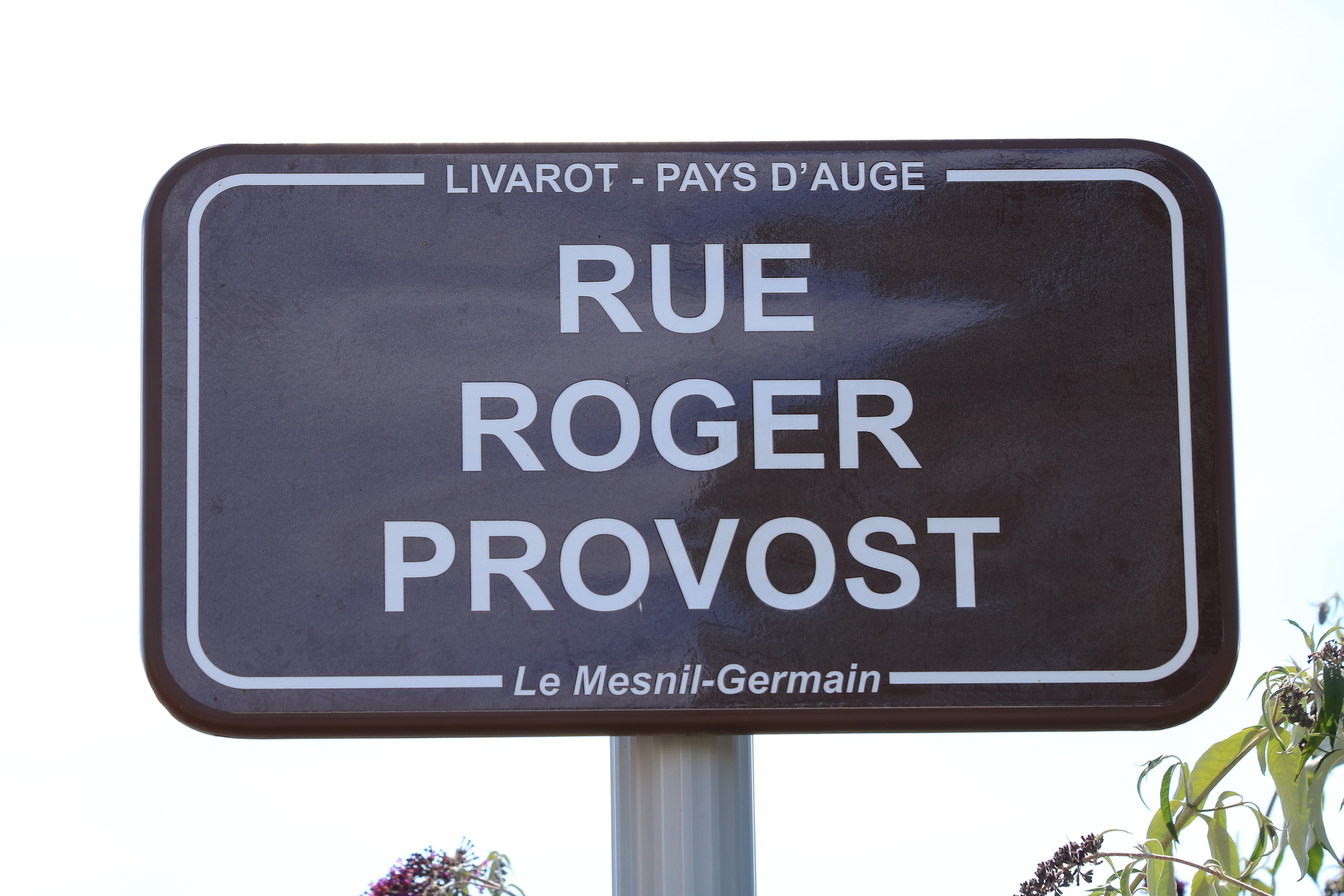

- Roger Provost, agriculteur, maire de la commune de 1953 à 1989 (36 ans, deuxième plus long mandat après celui de De Mély).
La rue allant de la mairie à sa propriété porte son nom[32].